# Ouvrage de la ligne Maginot

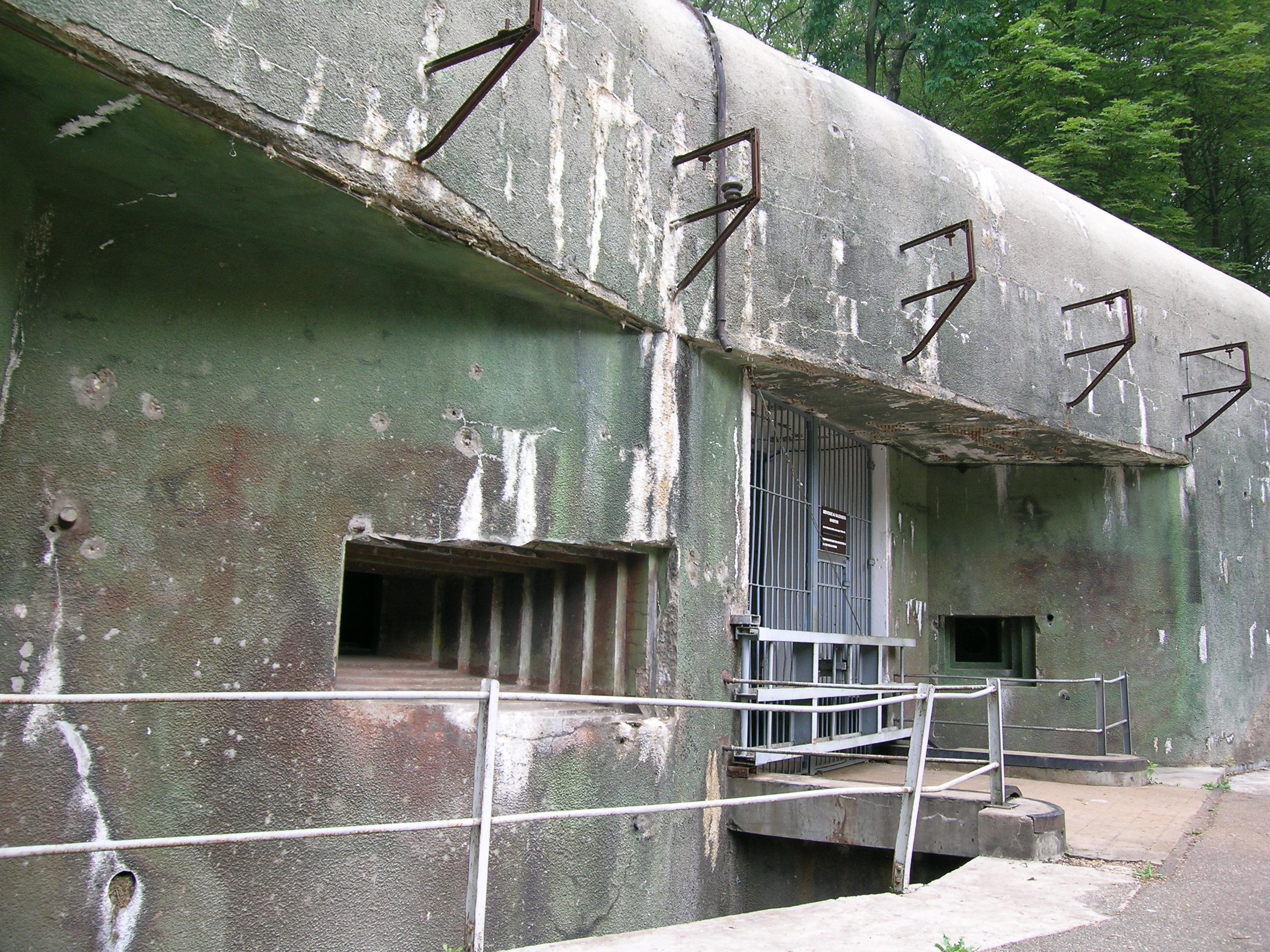
L'entrée des munitions de l'ouvrage du Galgenberg (en Lorraine) en 2004, une des deux entrées de l'ouvrage.

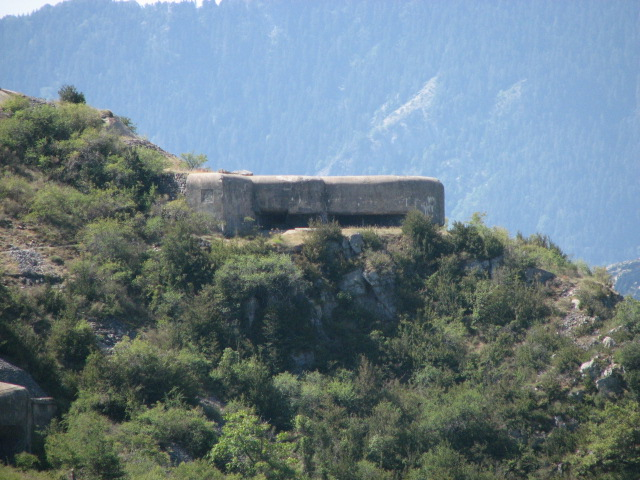
Le bloc 1 de l'ouvrage de Rimplas (dans les Alpes), armé avec deux mortiers de 81 mm et deux jumelages de mitrailleuses.

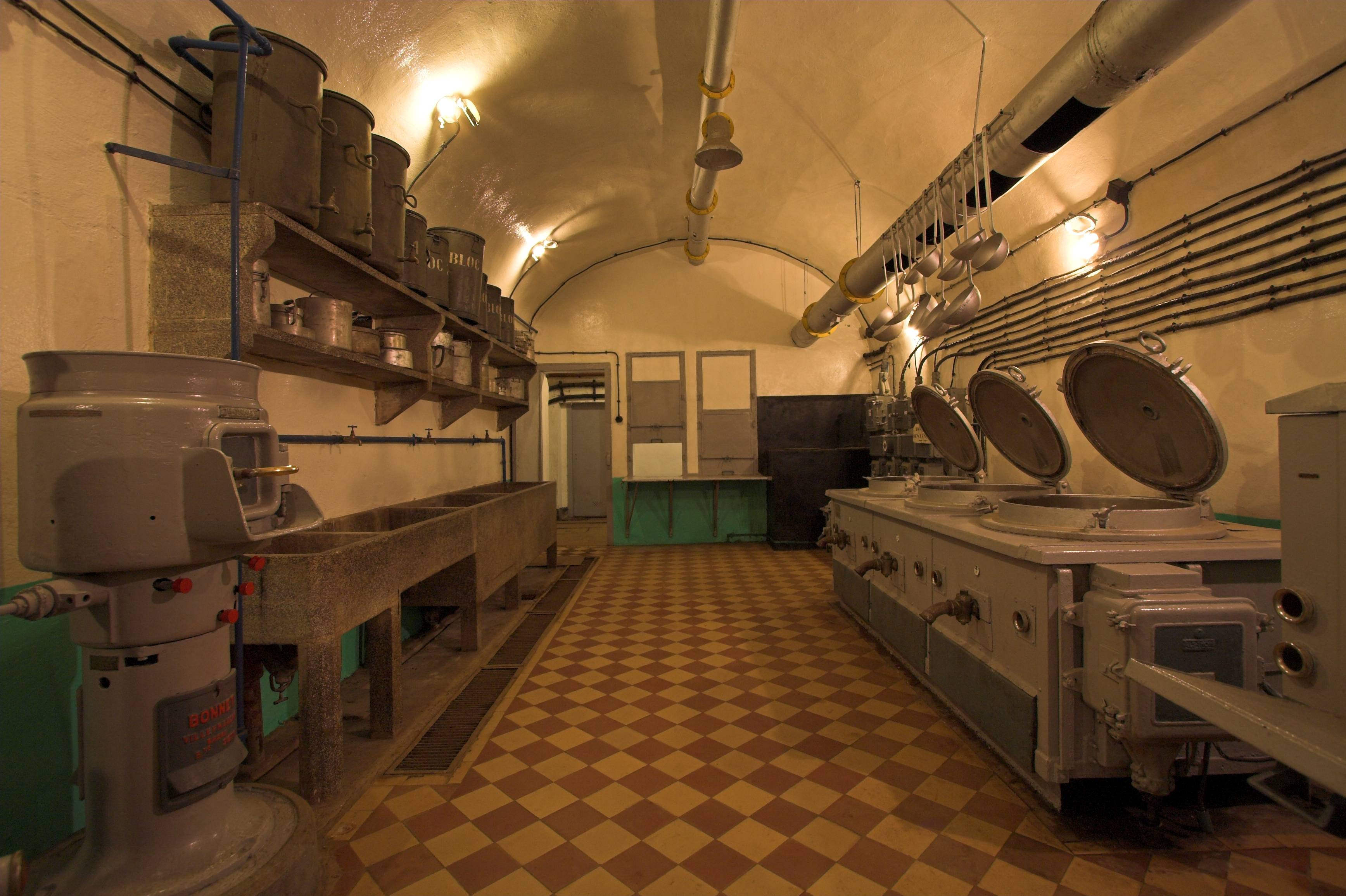
Les cuisines de la caserne souterraine de l'ouvrage de Schœnenbourg (en Alsace) en 2006.

Un ouvrage de la ligne Maginot est une construction militaire ayant pour but de protéger une portion de la ligne Maginot.
Un ouvrage désigne au sens large n'importe quel élément (casemate, blockhaus, abri, fossé, digne, etc.) composant ladite ligne ; mais au sens précis du terme, un « ouvrage » est synonyme d'un fort, soit une grosse fortification autonome. Ces ouvrages sont composés d'un ensemble de blocs en surface, reliés le plus souvent entre eux par des galeries profondément enterrées, avec des œuvres vives souterraines communes (magasins, casernement, usines, etc.).
Ces constructions ont été mises en chantier au début des années 1930, ont servi pendant la Seconde Guerre mondiale, ont été réutilisées pendant la guerre froide avant d'être progressivement abandonnées par l'armée française.

## Description
Le terme utilisé dans les documents militaires dès les premiers chantiers est celui d'« ouvrage », mais le terme de « fort » est dans quelques cas employés, d'abord dans plusieurs projets des années 1920, ensuite encore aujourd'hui localement (par exemple le « fort Casso » est le surnom de l'ouvrage de Rohrbach).
Dans le cas unique de l'ouvrage du Hochwald, un troisième terme est employé étant donné ses dimensions (onze blocs de combat, neuf casemates de fossé, un bloc-observatoire et trois entrées, sans compter le réduit) : celui d' « ensemble », officiellement subdivisé en deux ouvrages (Hochwald Ouest et Hochwald Est) avec chacun leur propre caserne, usine et entrée des hommes.

### Types d'ouvrages
Un ouvrage s'organise autour de son armement et de sa mission, ainsi, suivant les rôles attribués, on retrouve différentes tailles d'ouvrages et différents éléments. De plus, l'adaptation au terrain est également prépondérante dans l'organisation générale de ces ensembles fortifiés.
Dans le système des régions fortifiées, la ligne fortifiée, appelée « ligne principale de résistance », est composée de plusieurs ouvrages entre lesquels la continuité du barrage est assurée par des casemates d'intervalle. Bien que les ouvrages aient été triés en cinq classes dans les années 1930, l'usage est de les répartir en deux grands types d'ouvrages : d'une part les « gros ouvrages » (GO), disposant de nombreux blocs avec un armement comprenant de l'artillerie (canons, obusiers et mortiers), d'autre part les « petits ouvrages » (PO), allant du monobloc jusqu'à six blocs armés presque uniquement avec des armes d'infanterie (mitrailleuses, lance-grenades et fusils-mitrailleurs). Les gros ouvrages doivent couvrir toute la ligne en flanquement avec leur artillerie sous casemates et fournir une action frontale grâce à leur artillerie sous tourelles, tandis que les petits ouvrages soutiennent les casemates d'intervalle grâce à leurs tourelles de mitrailleuses.
Officiellement, il y a cinq catégories d'ouvrages selon leur importance, auxquels on peut rajouter les avant-postes des Alpes :
| Classes d'ouvrages | Taille (nombre de blocs)               | Armements                | Équipages             | Ouvrages |
| ------------------ | -------------------------------------- | ------------------------ | --------------------- | --- |
| 1re classe         | gros ouvrages (19 à 6 blocs)           | artillerie et infanterie | de 1 000 à 600 hommes | Fermont, Latiremont, Bréhain, Rochonvillers, Molvange, Soetrich, Métrich, Hackenberg, Anzeling, Simserhof, Schiesseck, Hochwald et Schœnenbourg                                                                                   |
| 2e classe          | gros ouvrages (9 à 5 blocs)            | artillerie et infanterie | de 600 à 250 hommes   | Chesnois, Vélosnes, Kobenbusch, Galgenberg, Billig, Mont-des-Welsches, Michelsberg et Four-à-Chaux |
| 3e classe          | petits ouvrages (7 à 4 blocs)          | artillerie et infanterie | de 250 à 200 hommes   | Immerhof, Bovenberg, Annexe Sud de Coume, Laudrefang, Otterbiel et Grand-Hohékirkel |
| 4e classe          | petits ouvrages (4 à 2 blocs)          | infanterie               | de 200 à 100 hommes   | Eth, Les Sarts, Bersillies, La Salmagne, Boussois, Thonnelle, Ferme-Chappy, Mauvais-Bois, Aumetz, Hobling, Bousse, Denting, Village-de-Coume, Mottenberg, Kerfent, Bambesch, Teting, Haut-Poirier, Welschoff, Rohrbach et Lembach |
| 5e classe          | petits ouvrages (2 blocs ou monoblocs) | infanterie               | de 130 à 80 hommes    | La Ferté, Bois-du-Four, Bois-Karre, Oberheid, Sentzich, Coucou, Berenbach, Annexe Nord de Coume, Coume et Einseling |

| Classes d'ouvrages         | Taille (nombre de blocs)                 | Armements                | Équipages           | Ouvrages |
| -------------------------- | ---------------------------------------- | ------------------------ | ------------------- | --- |
| 2e classe                  | gros ouvrages (7 à 4 blocs)              | artillerie et infanterie | de 373 à 161 hommes | Roche-la-Croix, Monte-Grosso, Agaisen et Mont-Agel |
| 3e classe                  | gros ouvrages (8 à 3 blocs)              | artillerie et infanterie | de 344 à 146 hommes | Saint-Antoine, Sapey, Lavoir, Janus, Saint-Ours Haut, Rimplas, Gordolon, Flaut, Saint-Roch, Barbonnet, Castillon, Sainte-Agnès, Roquebrune et Cap-Martin |
| 4e classe                  | petits ouvrages (5 à 3 blocs)            | artillerie et infanterie | de 177 à 149 hommes | Saint-Gobain et Col-de-Brouis |
| 5e classe                  | petits ouvrages (3 blocs à monobloc)     | infanterie               | de 36 à 25 hommes   | Saint-Ours Bas, Fressinéa et Valdeblore |
| Non classés (pas terminés) | tailles diverses (de 6 blocs à monobloc) | artillerie et infanterie | de 298 à 19 hommes  | Châtelard, Cave-à-Canon, Pas-du-Roc, Arrondaz, Col-de-Buffère, Col-de-Granon, Gondran E, Les Aittes, Restefond, Plate-Lombarde, Granges-Communes, Col-de-la-Moutière, Baisse-de-Saint-Véran et Plan-Caval |
| Abris actifs               | petits ouvrages (3 à 2 blocs)            | infanterie               | 54 à 100 hommes     | Col-de-Restefond, Col-de-Crous, Col-de-la-Valette, La Séréna, Caïre-Gros, Col-du-Fort, La Béole, La Déa, Col-d'Agnon, Champ-de-Tir-de-l'Agaisen, Col-des-Banquettes, Col-de-Garde et Croupe-du-Réservoir |
| Avant-postes               | de 7 à 3 blocs                           | infanterie               | de 56 à 20 hommes   | Séloges, Le Planay, Haricot de Villaroger, La Vanoise, Les Revêts, Le Fréjus, La Roue, Vallée-Étroite, Les Rochilles, Chenaillet, Larche, Col-des-Fourches, Le Pra, Saint-Delmas-le-Selvage, Isola, Valabres Nord, Valabres Sud, Conchetas, Castel-Vieil, Le Planet, Col-de-Raus, La Croix-de-Cougoule, Castes-Ruines, Baisse-de-Scuvion, Pierre-Pointue, La Péna, La Colleta et Collet-du-Pilon |

#### Petits ouvrages
Les 57 petits ouvrages (« PO », appelés aussi « ouvrage d'infanterie », ils sont 36 dans le Nord-Est et 21 dans le Sud-Est) correspondent aux classes 3, 4 et 5, ils comptent de six blocs à un seul (monobloc), abritant des armes d'infanterie (plus dans plusieurs cas des mortiers de 81 mm, d'où l'appellation parfois de « petit ouvrage d'artillerie » ou mixte). Dans le Nord-Est, ces ouvrages assurent la continuité des feux de mitrailleuses et de canon antichar le long de la ligne de résistance grâce à des créneaux tirant en flanquement de part et d'autre de l'ouvrage, rajoutant en plus grâce à une tourelle pour deux mitrailleuses une action frontale ou sur les arrières. Les projets de la CORF prévoyaient aussi de les équiper chacun avec une tourelle pour deux mortiers de 81 mm, tourelles qui furent ajournées pour faire des économies (elles n'ont été installées qu'aux ouvrages de l'Immerhof et de l'Otterbiel). Quant aux petits ouvrages du Sud-Est (Alpes), leur mission n'est pas d'assurer un flanquement (rendu impossible par le relief), mais d'interdire une vallée ou un col.
Il existe trois catégories de petits ouvrages : ceux prévus comme tels, ceux qui ne sont que des ouvrages d'artillerie inachevés et ceux qui sont des « abris actifs ». Les ouvrages monoblocs sont des cas un peu à part, cumulant deux chambres de tir et la tourelle pour mitrailleuses dans un seul gros bloc (au lieu de trois) pour des raisons d'adaptation au terrain. Les petits ouvrages d'infanterie prévus comme tels sont les ouvrages de Bersillies, de La Salmagne, de La Ferté, de la Ferme-Chappy, de l'Immerhof (mixte), du Bois-Karre (monobloc), de l'Oberheid, de Sentzich (monobloc), du Coucou (un observatoire non construit), de Hobling (entrée non construite), de Bousse, de Berenbach, du Bovenberg, de Denting, du Village-de-Coume, Annexe Nord de Coume (monobloc), Annexe Sud de Coume (entrée non construite), du Bambesch (entrée non construite), de l'Einseling (monobloc), de Teting (entrée non construite), du Welschof (entrée non construite), de Lembach (entrées non construites), du Châtelard, de la Cave-à-Canon, d'Arrondaz, du Col-de-Buffère, du Gondran E, des Aittes, Saint-Ours Bas (monobloc), du Col-de-la-Moutière, de Fressinéa, de Valdeblore, de la Baisse-de-Saint-Véran et du Col-de-Brouis.
Les petits ouvrages qui sont des ouvrages d'artillerie inachevés pour des raisons budgétaires (les blocs d'artillerie et d'entrées sont repoussés en second cycle, jamais financé) sont les ouvrages d'Eth, des Sarts, de Boussois, de Thonnelle, du Mauvais-Bois, du Bois-du-Four (monobloc), d'Aumetz, de Coume, du Mottenberg, du Kerfent, de Laudrefang, du Haut-Poirier, de Rohrbach et de l'Otterbiel (mixte).
Se rajoutent à la liste des petits ouvrages les abris actifs du Sud-Est, qui sont de simples abris-cavernes sur lesquels a été greffé une casemate d'infanterie ou un observatoire d'artillerie.

#### Gros ouvrages
Les 40 gros ouvrages (« GO », appelés aussi « ouvrage d'artillerie », ils sont 22 dans le Nord-Est et 18 dans le Sud-Est) correspondent aux classes 1, 2 et 3, ils comptent de dix-neuf à cinq blocs, ces derniers abritant de l'artillerie ou des armes d'infanterie (souvent une association des deux). Ces ouvrages doivent assurer le flanquement de la ligne de résistance à partir de leurs casemates et de leurs différentes tourelles (ces dernières peuvent en plus agirent frontalement et sur les arrières).
Il existe trois catégories de gros ouvrages, selon leurs dimensions. Les ensembles sont les plus vastes parmi les ouvrages, tellement qu'ils sont subdivisés en deux éléments appelés demi-forts, demi-ouvrages ou ailes, reliés par des galeries formant un arborescence en Y : c'est le cas des ouvrages du Hackenberg, du Simserhof et du Hochwald.
La deuxième catégorie correspond à des ouvrages dont les organes sont reliés par une unique et longue galerie : c'est le cas des ouvrages du Chesnois, de Fermont, de Latiremont, de Bréhain, de Rochonvillers, de Molvange, de Soetrich, du Kobenbusch, de Métrich, du Billig, du Michelsberg, d'Anzeling, du Schiesseck et de Schœnenbourg.
Enfin la troisième catégorie correspond à des ouvrages plus concentrés, installés sur des reliefs (colline dans le Nord-Est ou escarpement dans le Sud-Est), ne nécessitant qu'une galerie courte (donc sans voie ferroviaire de 60 cm) : c'est le cas des ouvrages de Vélosnes, du Galgenberg, du Mont-des-Welches, du Grand-Hohékirkel, du Four-à-Chaux, de Saint-Antoine, du Sapey, du Lavoir, du Janus, de Roche-la-Croix, de Saint-Ours Haut, de Rimplas, de Gordolon, de Flaut, du Monte-Grosso, de l'Agaisen, de Saint-Roch, du Barbonnet, de Castillon, de Sainte-Agnès, du Mont-Agel, de Roquebrune et de Cap-Martin.

#### Avant-postes alpins
Dans les Alpes, les 29 avant-postes (AP) sont de véritables ouvrages, composés de plusieurs petits blocs reliés entre eux par des galeries souterraines. Les différences avec les autres ouvrages sont d'abord leurs dimensions plus modestes, ensuite qu'ils ont des blocs plus légers et moins armés (uniquement des armes d'infanterie), que leurs plans ont été établis par les 14e et 15e régions militaires et non par la CORF et qu'ils ont été construits par la main-d'œuvre militaire (MOM).
Ces avant-postes sont placés au plus près de la frontière franco-italienne, en avant de la ligne principale de résistance composée des ouvrages CORF, comme avec l'avant-poste du Collet-du-Pilon. L'avant-poste de Pont-Saint-Louis est à part, car se limitant à une simple casemate défendant un barrage routier.

### Composants
Bien qu'il y ait eu une évolution dans la construction des ouvrages de la ligne Maginot, tous sont organisés au moyen de trois composantes :
- l'entrée pour les hommes et munitions (ou deux entrées distinctes) ;
- les « dessous » : galeries, caserne, usine, magasin à munitions, etc. ;
- les blocs de combat : casemates et tourelles.

#### Entrées

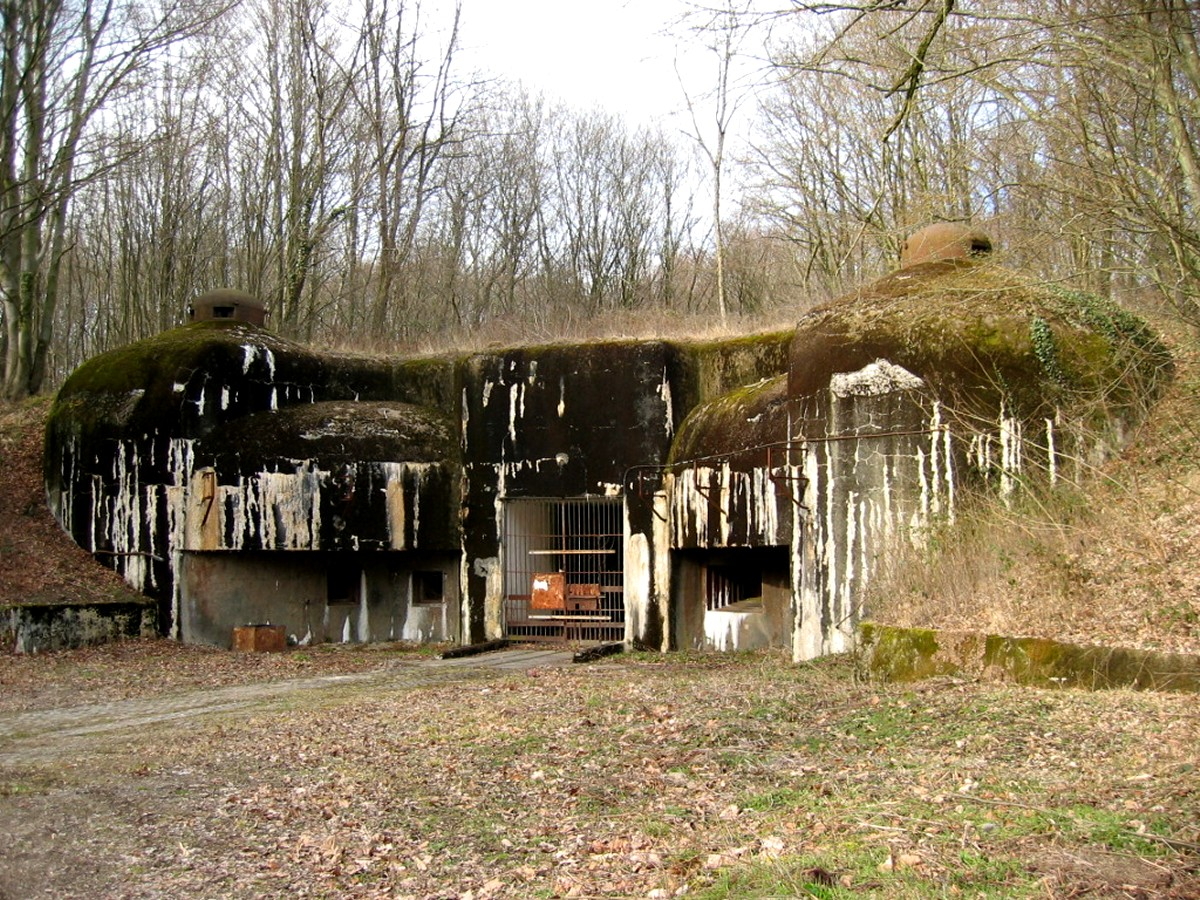
Entrée des munitions de l'ouvrage du Kobenbusch (en 2004).

L'accès à un ouvrage se fait en général par des blocs servant d'entrées, théoriquement au nombre de deux par ouvrage. Pour plusieurs ouvrages, les soucis d'économie ont imposé soit la construction d'une unique entrée (appelée alors entrée mixte), soit d'aucune (une casemate de l'ouvrage se voit alors équipée d'une porte). L'intérêt d'avoir deux entrées est principalement pour avoir deux entrées d'air distinctes, les deux étant éloignés l'une de l'autre et surtout pas à la même altitude (en cas de bombardement, les gaz toxiques s'accumulent dans les fonds). Ces deux entrées sont spécialisées, l'une plus grande sert à l'entrée des munitions (EM), la seconde plus réduite sert à l'entrée des hommes (EH).
Selon la configuration du terrain, ces entrées sont de plain-pied, en plan incliné (avec un escalier et une benne retenue par un contre-poids pour descendre la pente à 25 %) ou en puits (avec cages d'ascenseur et d'escaliers). Dans les Alpes certaines entrées escarpées sont équipées d'un téléphérique. Les entrées sont défendues d'abord par l'épaisseur de leur façade et dalle en béton armé, par leurs portes blindées (étanches), un fossé diamant et leurs armes (canon antichar, jumelage de mitrailleuses, fusil-mitrailleurs et goulottes lance-grenades), auxquelles se rajoutent celles des autres blocs, des ouvrages voisins et des troupes d'intervalle.

#### Installations souterraines

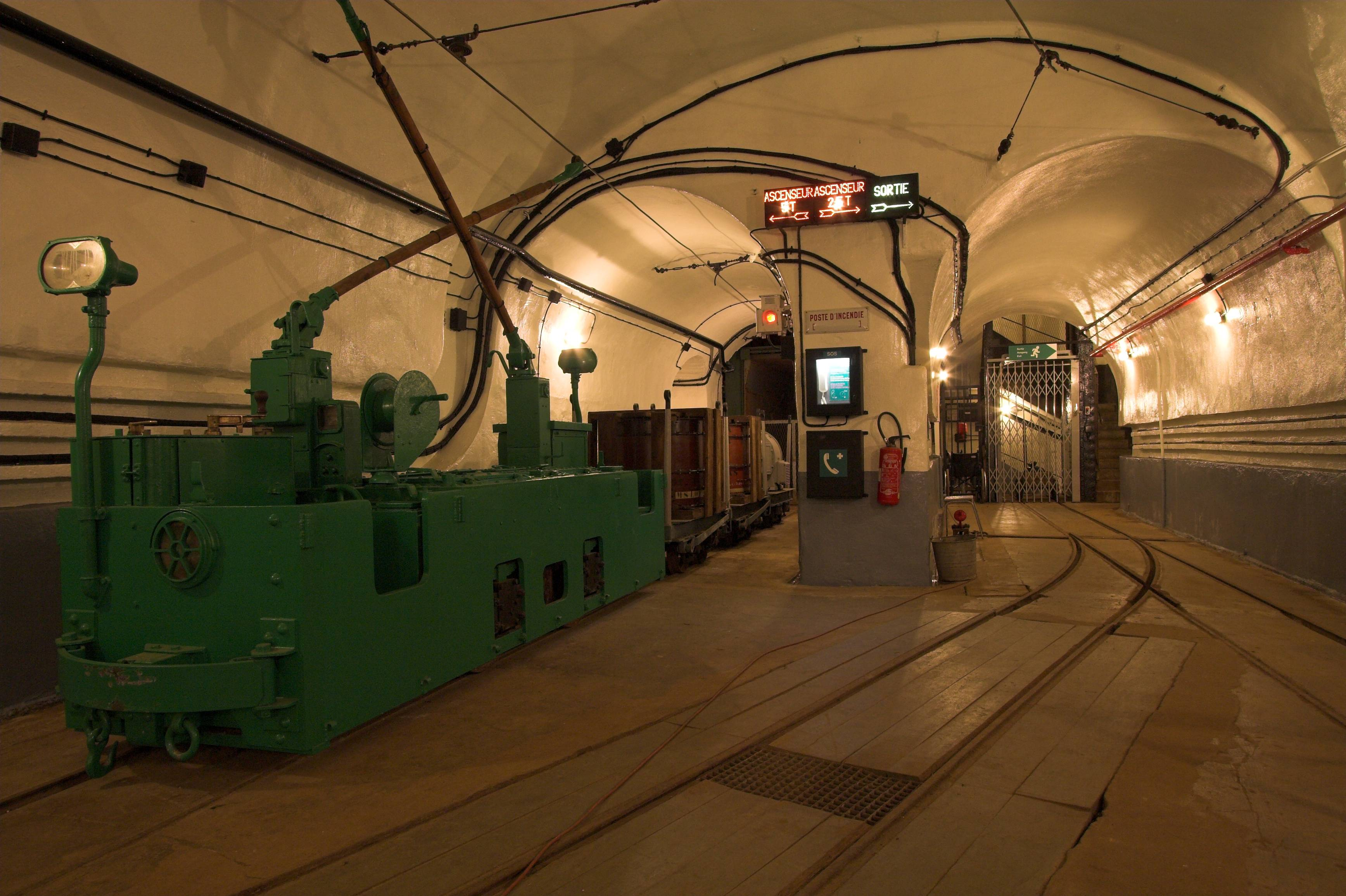
Galerie souterraine, train électrique et ascenseurs de l'ouvrage de Schœnenbourg (en 2006).

La communication entre les blocs se fait par des galeries le plus souvent profondément enterrées, pour permettre l'approvisionnement en électricité, en air pur, en munitions et en hommes de chaque bloc. Quand les dimensions de l'ouvrage l'exigent, les galeries sont équipées de rails où circulent des trains tractés électriquement.
Les groupes électrogènes, les ventilateurs, les batteries de filtres, les magasins à munitions, la ou les casernes et le poste de commandement de l'ouvrage sont installés en souterrain, assez profondément pour être à l'abri des bombardements. Chaque ouvrage dispose d'une usine abritant quatre groupes électrogènes (deux fonctionnant et deux en réserve), les convertisseurs électriques, les ventilateurs, une salle des filtres (filtres à air contre les gaz toxiques) et un atelier. Les stocks de munitions, de carburant (gazole) et d'huile de moteur sont prévus pour que l'ouvrage soit autonome pendant au moins trois mois.
La caserne dispose d'un bloc opératoire, de cuisines, de sanitaires, d'une prison, etc. Le poste de commandement de l'ouvrage se trouve généralement à proximité, relié par téléphone à tous les blocs de l'ouvrage, aux observatoires et aux ouvrages voisins. Dans les gros ouvrages, aux citernes d'eau se rajoutent soit un puits soit le captage d'une source souterraine ; un égout et une morgue y sont prévus.

#### Blocs de combat

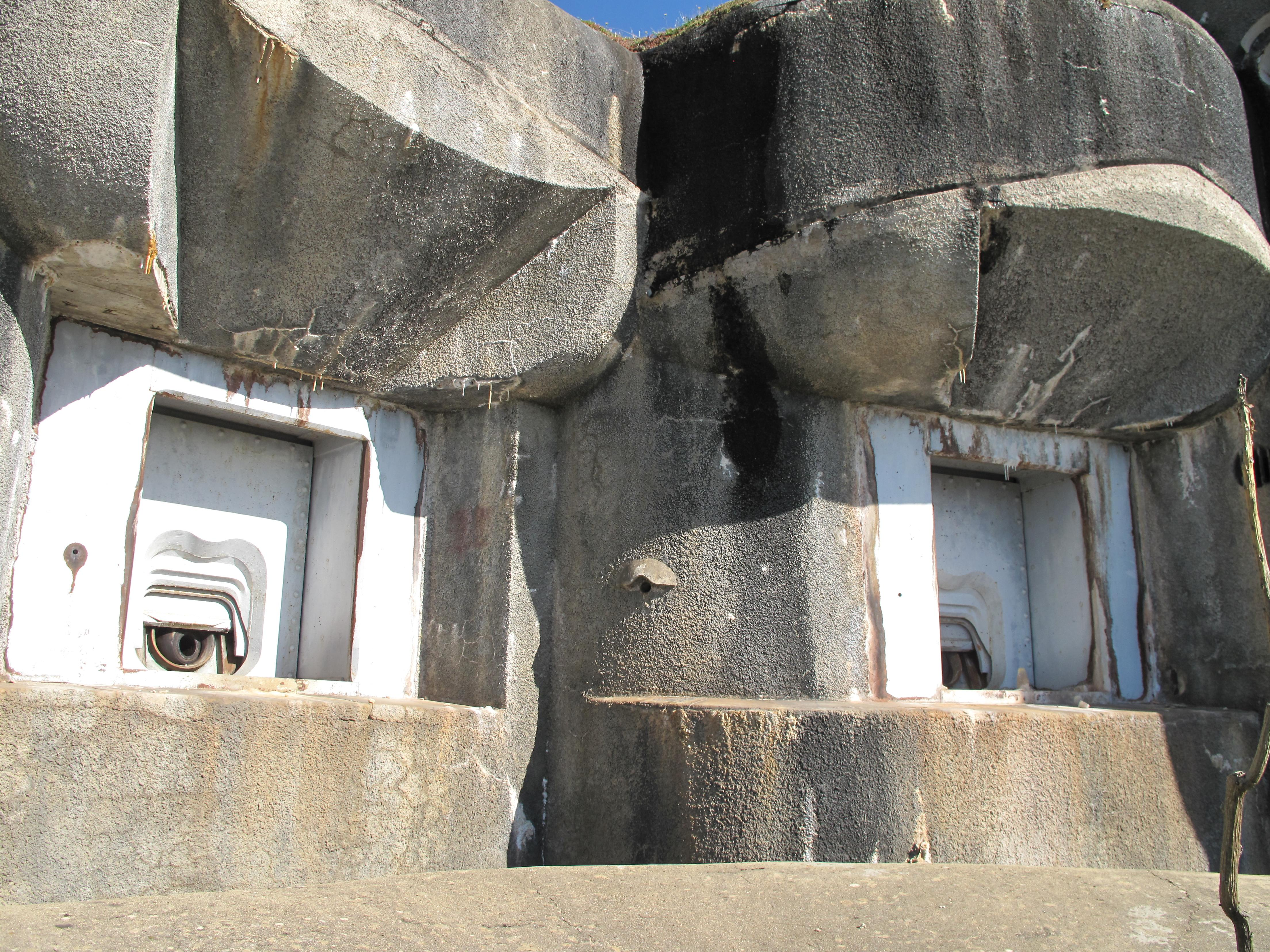
Deux créneaux protégeant chacun un canon du bloc 2 de l'ouvrage de Sainte-Agnès (en 2010).

La fonction principale de l'ouvrage, le combat, est assurée par les blocs se trouvant à la surface. Ces blocs doivent être de dimension réduite, être dispersés sur le terrain à raison de 50 à 100 mètres entre chacun et ne pas être alignés, pour diminuer les effets des bombardements. Ces blocs de combat sont protégés par des façades et des dalles de béton armé très épaisses (3,5 mètres d'épaisseur en plaine pour les parties exposées, jusqu'à 6 m autour des tourelles), par des fossés, par des réseaux de barbelés et de rails, par des cuirassements (tourelles à éclipse, trémies obturant les créneaux, porte blindées et revêtement intérieur en tôle) et par leurs armes.
L'armement est relativement peu nombreux, mais à grande cadence de tir : fusils-mitrailleurs, jumelages de mitrailleuses, canons antichars, mortiers et canons. Toutes ces armes sont :
- soit sous une cloche (blindage dépassant sur les dessus des blocs : modèles GFM, JM, AM, VP, VDP ou LG) ;
- soit dans une tourelle éclipsable (huit modèles : pour mitrailleuses, pour deux armes mixtes, pour arme mixte et mortier, pour canon de 75 mm R 32, pour canon de 75 mm 33, pour canon de 75 mm R 05, pour mortier de 81 mm ou pour lance-bombes de 135 mm) ;
- soit dans une casemate (d'infanterie essentiellement avec un créneau mixte JM/AC ou d'artillerie pour canon de 75 mm, lance-bombes de 135 mm ou mortier de 81 mm).

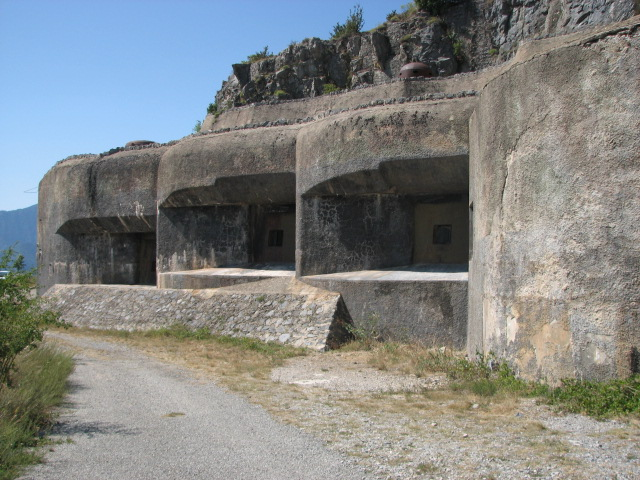
Casemate d'artillerie pour trois canons de 75 mm (ouvrage de Rimplas, bloc 5).
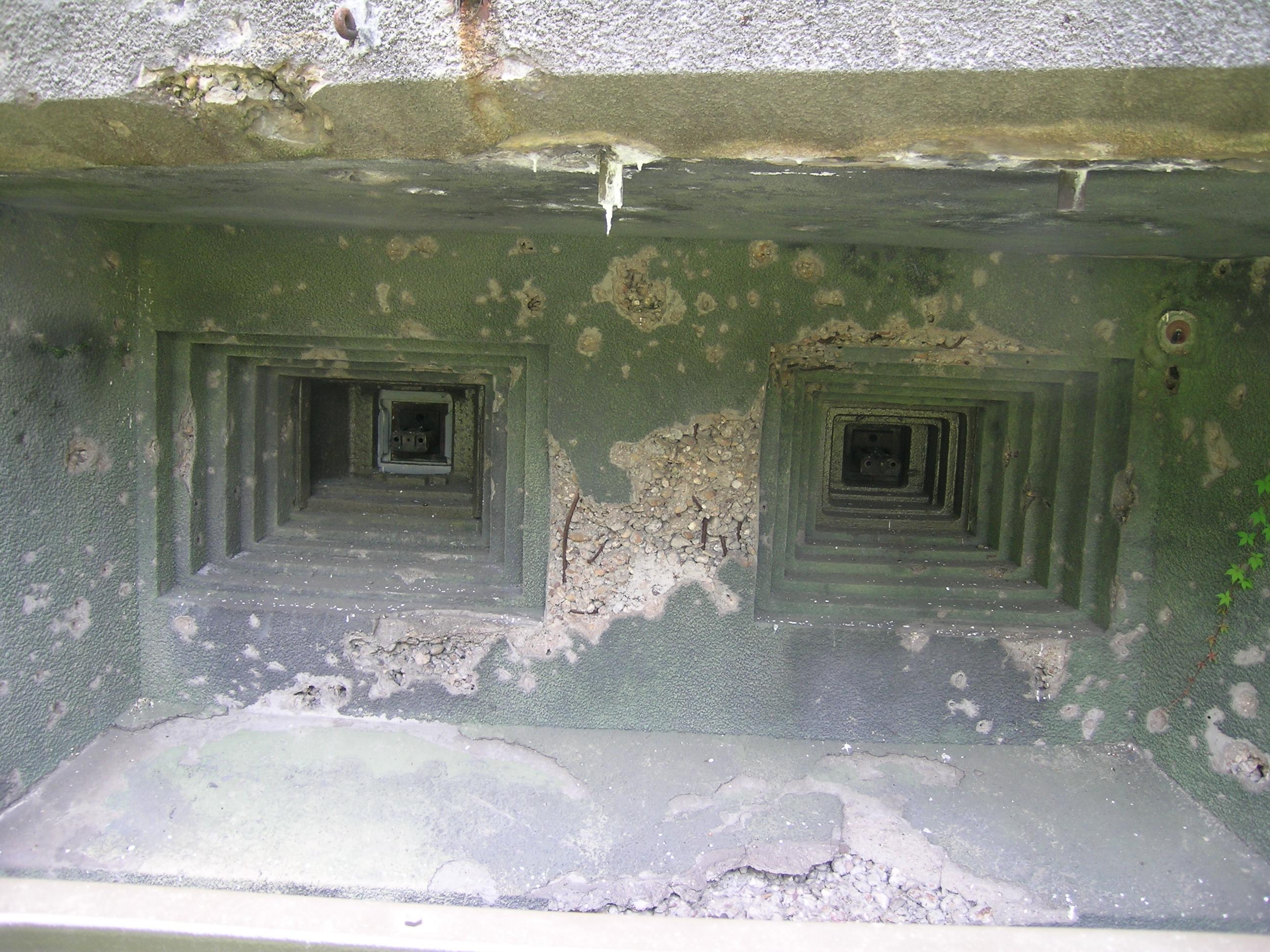
Créneaux d'infanterie, l'un mixte pour JM/AC, l'autre pour un JM (ouvrage du Bois-Karre).
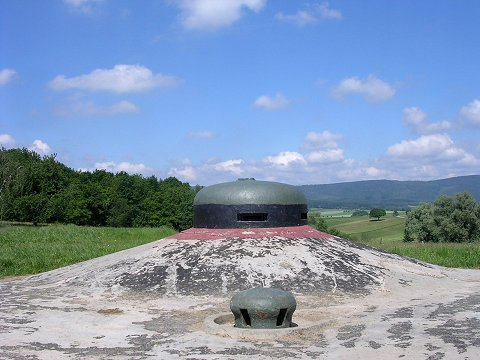
Cloche VDP du bloc 4 de l'ouvrage de Schœnenbourg (le champignon du premier plan protège une aération).
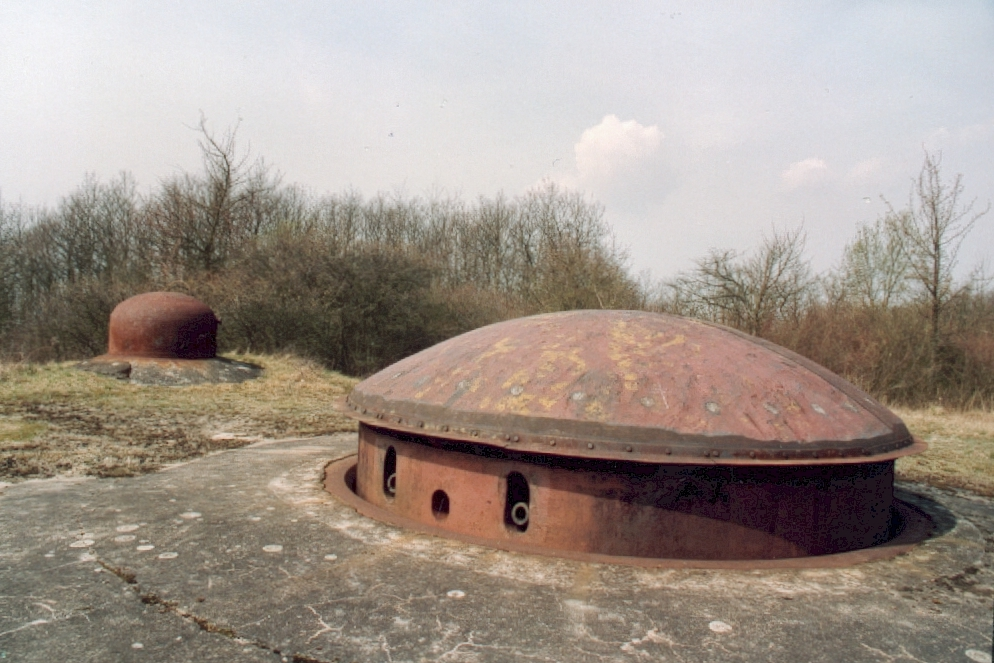
Tourelle de 75 mm 33 en batterie à côté d'une cloche GFM (ouvrage de Métrich, bloc 8).
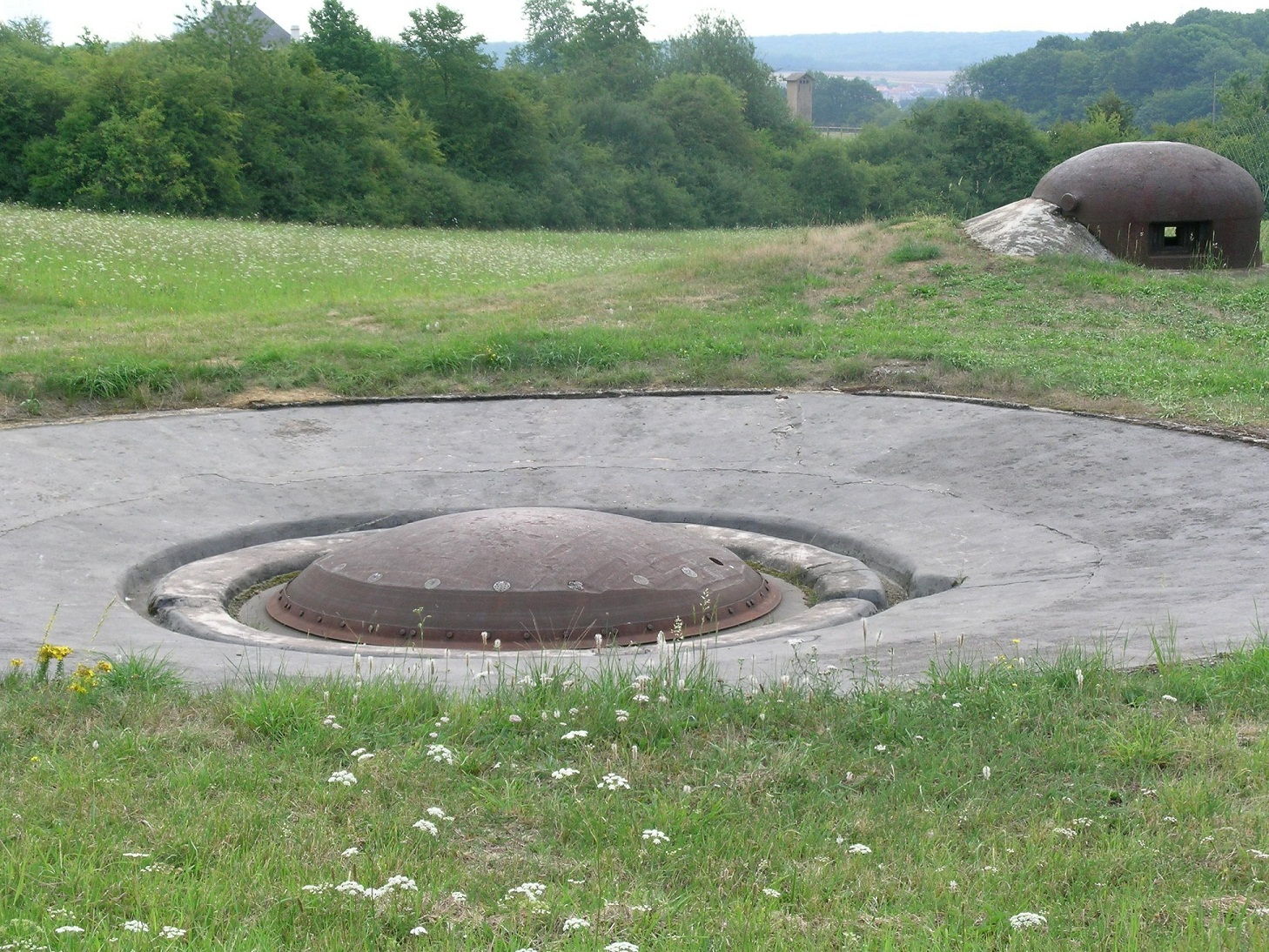
Tourelle de 81 mm éclipsée, protégée par une cloche GFM (ouvrage de l'Immerhof, bloc 3).
Schéma d'un bloc d'artillerie montrant le système de mise en batterie d'une tourelle.

### Équipages

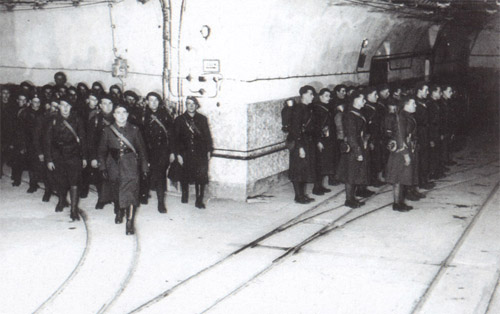
Relève dans un gros ouvrage de la ligne Maginot en 1939.

La garnison de chaque ouvrage, appelée « équipage » par analogie avec un navire de guerre, varie selon ses dimensions et son armement. Selon les besoins en personnel spécialisé, l'équipage est composé de détachements provenant des régiments d'infanterie de forteresse (RIF) ou des bataillons alpins de forteresse (BAF) pour le service des armes d'infanterie, des régiments d'artillerie de position (RAP) pour le service des pièces d'artillerie et des bataillons de génie de forteresse (BGF) pour les transmissions (téléphone et radio), le transport (réseau ferroviaire des plus gros ouvrages), etc.
Pour les petits ouvrages et les avant-postes alpins, armés uniquement (à quelques exceptions près) avec des armes d'infanterie, leur équipages sont composés essentiellement d'un détachement d'infanterie. Pour les gros ouvrages, constitués de blocs d'infanterie et de blocs d'artillerie, leur équipages ont une composition plus variée, réunissant les différentes armes (infanterie, artillerie et génie).

#### Organisation
Comme les unités de forteresse doivent fournir d'une part le personnel servant de garnison aux ouvrages et aux casemates ainsi que d'autre part les troupes d'intervalle (ces dernières occupant à la mobilisation les points d'appui et les petits blockhaus), une spécialisation est prévue.

Le 3 juin 1935, le général Gamelin ordonne la constitution d'unités spécifiques pour les ouvrages du Nord-Est : 

« Constituer dès le temps de paix pour chaque ouvrage une garnison active, véritable équipage qui servirait de noyau à la garnison de guerre. Cette garnison, placée sous le commandement d'un chef qui aurait la charge constante de l'ouvrage, comprendrait du personnel de toutes les armes et services. »

— Ordre du général Gamelin, 3 juin 1935.
En conséquence sont constituées en 1936 des « batteries d'ouvrages » (appelées « groupes d'artillerie de fortification », GAF, dans la région fortifiée de la Lauter) au sein des RAP et en 1937 des « compagnies d'équipages d'ouvrages » (CEO) au sein des RIF. Chaque secteur fortifié ou défensif du Nord-Est dispose donc en temps de paix d'un RIF regroupant des CEO (de deux à six, pour les ouvrages et casemates) et des « compagnie de mitrailleuses » (pour les intervalles), ainsi que d'un RAP regroupant les batteries d'ouvrages et les « batteries de position ». Les CEO et les batteries d'ouvrages sont stationnées en temps de paix dans les « casernements de sûreté », casernes réparties à raison d'une par sous-secteur le long de la ligne, ainsi que dans les « casernements légers de proximité » à côté de l'entrée de chaque ouvrage (les casernes souterraines n'étant pas utilisée en temps de paix, hormis pour les alertes et les exercices).
Juste avant la mobilisation de 1939, l'ensemble des équipages correspond à un effectif de 16 000 hommes dont 450 officiers.
À la mobilisation, les CEO de la région fortifiée de Metz sont dissous, tandis que ceux du Nord (SF de l'Escaut et de Maubeuge) et de la région fortifiée de la Lauter sont maintenues. Quant aux batteries d'ouvrages, elles sont multipliées à raison d'une batterie par ouvrage d'artillerie ou pour plus rarement deux ouvrages (cas par exemple du Galgenberg et du Kobenbusch, servis par la 34e batterie du 151e RAP), sauf dans le cas du Hackenberg qui nécessite deux batteries (35e/153e RAP pour le demi-ouvrage Ouest et 34e/153e RAP pour le demi-ouvrage Est).

#### Structure du commandement
En temps de paix, les équipages sont aux ordres du commandant du secteur fortifié ou défensif (SF ou SD), lui-même recevant ses ordres du général commandant la région militaire. En temps de guerre, les équipages sont toujours sous les ordres de leur secteur fortifié (certains ont pris le nom de corps d'armée de forteresse, CAF ou de division d'infanterie de forteresse, DIF), mais ce secteur dépend désormais d'une des armées de manœuvre.
Au sein de chaque ouvrage, le commandement interarmes est unifié sous l'autorité d'un commandant d'ouvrage (parfois surnommé le « pacha »), le plus souvent un officier d'infanterie, sauf pour les plus gros ouvrages d'artillerie, secondé par un adjoint ou dans les plus gros ouvrages un commandant en second. Ils ont sous leurs ordres les officiers commandant les différents services : le commandant d'artillerie (s'il y a lieu), le commandant d'infanterie, le commandant du génie (chargé de la sécurité contre l'incendie, les infiltrations d'eau et les gaz), le major d'ouvrage (chargé de l'administration, de la discipline, de la circulation dans les galeries et de la défense des dessous), le chef des transports, le chef des transmissions et le médecin-chef.
Exemple pour l'ouvrage de Molvange (dans le secteur fortifié de Thionville, dépendant de la 3e armée), dont l'effectif est en juin 1940 de 711 hommes et 24 officiers : le chef de bataillon Justamon (du 169e RIF) a la charge du commandement de l'ouvrage, secondé par le lieutenant Mathieu (du 169e RIF) comme major, le capitaine Martin (26e batterie du 151e RAP) comme commandant d'artillerie, le capitaine Paqueron (du 169e RIF) comme commandant d'infanterie et le capitaine Roy (203e BGF du 2e régiment du génie) comme commandant du génie. Les onze blocs sont commandés selon leur taille chacun par un sergent, un adjudant-chef ou le plus souvent par un lieutenant.

#### Service
Afin d'assurer le service continu des différents organes des ouvrages, la plupart des membres des équipages sont répartis en plusieurs équipes qui se relèvent à tour de rôle. Le système est inspiré de celui en usage sur les unités de la Marine nationale, où chaque bordée (bâbord et tribord) est composée de deux quarts, à tel point que des officiers de marine ont contribué aux définitions des instructions et que plusieurs sous-officiers et officiers des fortifications effectuent des stages en mer. Les hommes sont affectés à un bloc ou à un service, chacun avec un numéro de rôle (exemple : « 5-311 » pour bloc 5, premier canonnier du premier tour de service) qui se retrouve sur son lit.
L'équipage d'un bloc d'infanterie est divisée en quatre équipes (quart de veille, quart de piquet, quart de renfort et quart disponible), dont trois présents dans le blocs qui alternent entre eux toutes les huit heures et un quatrième dans la caserne de l'ouvrage remplacé toutes les vingt-quatre heures. Pour les blocs d'artillerie, la plupart des équipages sont organisés en trois équipes (de veille, de piquet et de repos), certains en quatre quarts ; l'usine (électricité, ventilation, filtres, etc.) fonctionne avec quatre équipes (deux équipes de fonctionnement, la troisième d'entretien et la quatrième au repos) ; les transmissions fonctionnent avec trois sapeurs alternant par poste ; les autres services (cuisines, infirmerie, PC, etc.) fonctionnent avec deux équipes (de jour et de nuit) ; seuls les officiers sont sans relève.
Pour l'exemple d'un bloc d'infanterie, trois situations sont prévues :
- en situation calme, un quart (de veille) assure la surveillance, un deuxième (de piquet) est de corvée ou au repos, tandis qu'un troisième (de renfort) est dans la chambrée du bloc ;
- en situation d'alerte, deux quarts (de veille et de piquet) servent l'armement principal (mitrailleuses et cloches), tandis que le troisième (de renfort) est dans la chambrée ;
- en situation de combat, le quart se trouvant dans la chambrée peut être appelé pour servir l'armement de défense rapproché (créneaux FM et goulottes lance-grenades).

## Histoire

### Évolution et projets
Les projets français des années 1920 se basent sur les précédentes fortifications construites par les Français et les Allemands à la charnière des XIXe et XXe siècles ainsi que sur l'expérience de la Première Guerre mondiale.

#### Forts Séré de Rivières

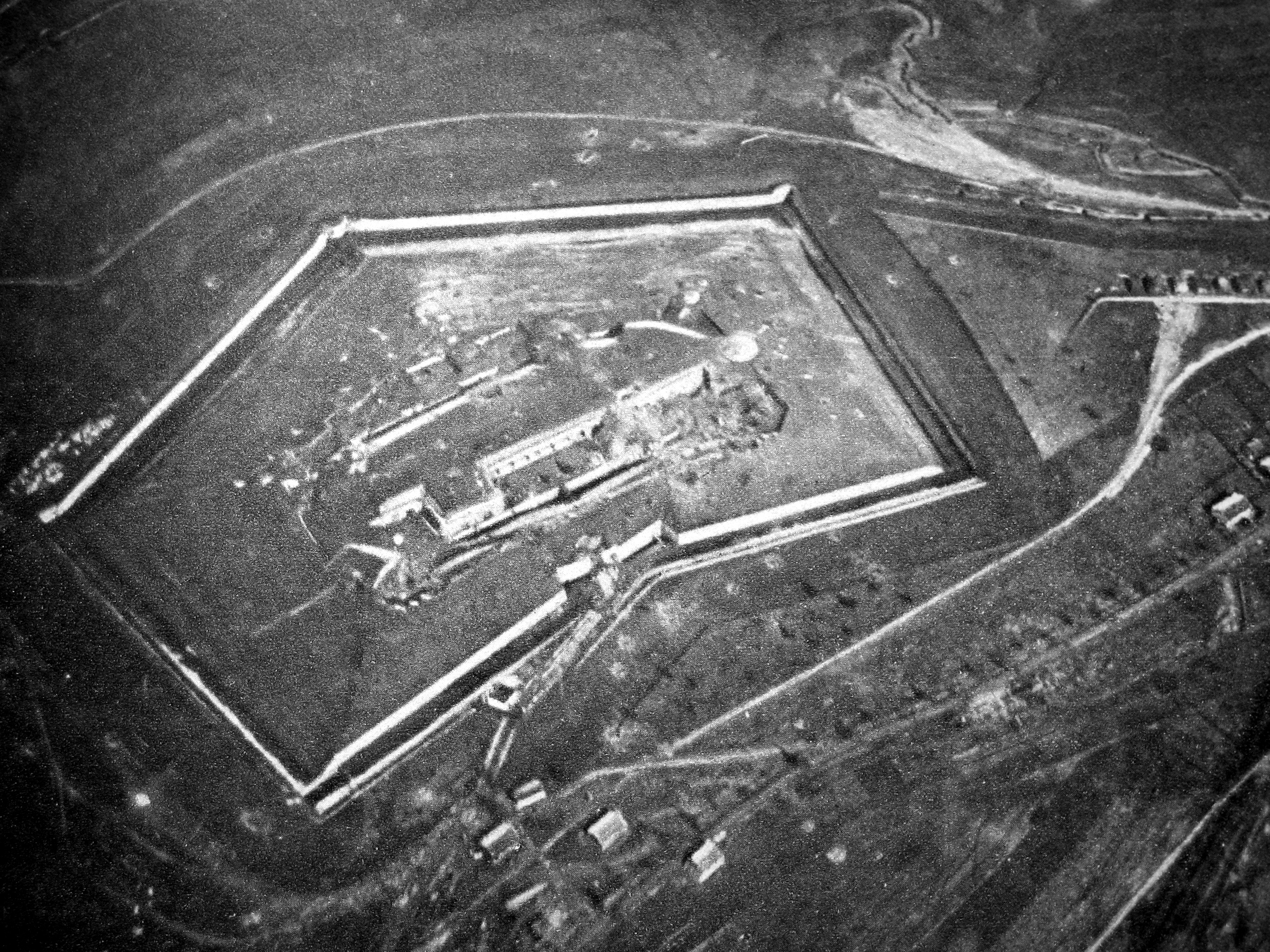
Photographie aérienne du fort de Douaumont, près de Verdun (printemps 1916).

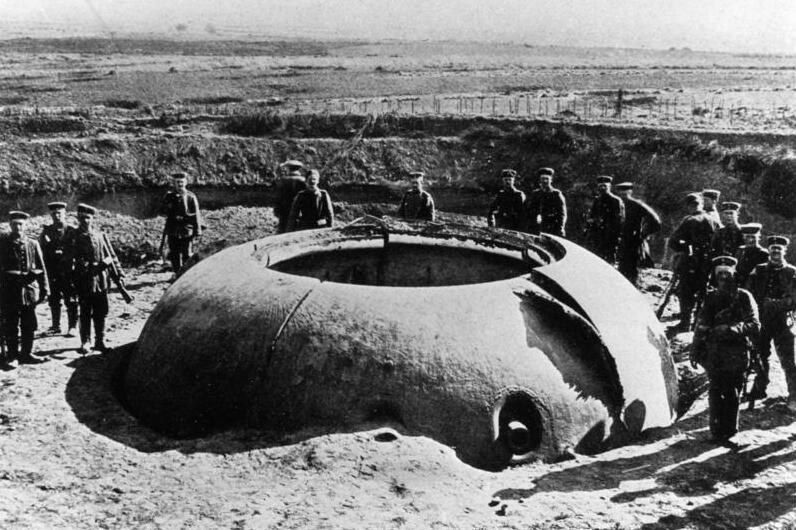
Tourelle Mougin du fort de Boussois, près de Maubeuge, décalottée par les obus de 210 mm allemands.

Après la guerre franco-allemande de 1870 à 1871, la République française a fait construire principalement le long de sa nouvelle frontière avec l'Empire allemand un ensemble de fortifications qui porte le nom de son concepteur, le général Séré de Rivières.
Ces fortifications sont basées essentiellement sur des forts, formant des ceintures autour de certaines villes (Verdun, Toul, Épinal, Belfort, Paris, Lyon, Brest, etc.) ou des lignes (appelées « rideaux ») entre ces places-fortes. Dans quelques cas, un fort peut être construit isolément (fort d'arrêt) pour contrôler un point stratégique. Les forts Séré de Rivières sont de forme polygonale, entourés de fossés défendus par des caponnières, entourant la caserne, les magasins et des batteries à l'air libre protégées par des parapets. La plupart de ces forts sont modernisés à partir de 1885, d'une part en y rajoutant des couches de béton par-dessus, d'autre part en protégeant l'armement sous des casemates bétonnées (dite « casemate de Bourges ») tirant en flanquement, des coffres de contre-escarpe et des tourelles éclipsables (modèles Mougin, Bussière, Galopin, GF4 et 75 R 1905).
Ces forts sont mis à l'épreuve lors de la Première Guerre mondiale. En 1914, les forts et citadelles protégeant Liège, Namur, Anvers, Longwy, Lille et Maubeuge, ainsi que le fort d'arrêt de Manonviller tombent rapidement aux mains des Allemands après un bombardement d'artillerie lourde à base de 210, 305 et de 420 mm (ce dernier obusier surnommé Grosse Bertha). Le fort de Manonviller est repris par les Français en septembre 1914, après que les Allemands ont fait sauter les galeries : les ingénieurs français constatent alors d'énormes trous dans les voûtes, dégâts attribués à tort aux obus de 420 mm. En conséquence, tous les forts sont désarmés en 1915, d'autant que le front a besoin des canons de sièges des forts.
Malgré cela, les forts autour de Verdun se révèlent en 1916 des môles importants de résistance lors des combats, notamment ceux de Vaux, de Froideterre et de Moulainville. La confiance dans le béton revient, bien que les obus de 420 mm allemands et de 400 mm français (contre le fort de Douaumont, derrière les lignes allemandes) arrivent à percer la carapace des forts et que les garnisons souffrent du manque d'eau (les citernes sont fissurées par les bombardements) et d'asphyxie (due aux gaz en milieu confiné). Les forts de Verdun sont une nouvelle fois modernisés en 1917 en y rajoutant des abris profondément enterrés (dits abris-cavernes), des galeries souterraines, ainsi que des entrées et des casemates (dites « Pamart ») hors du périmètre des fossés.

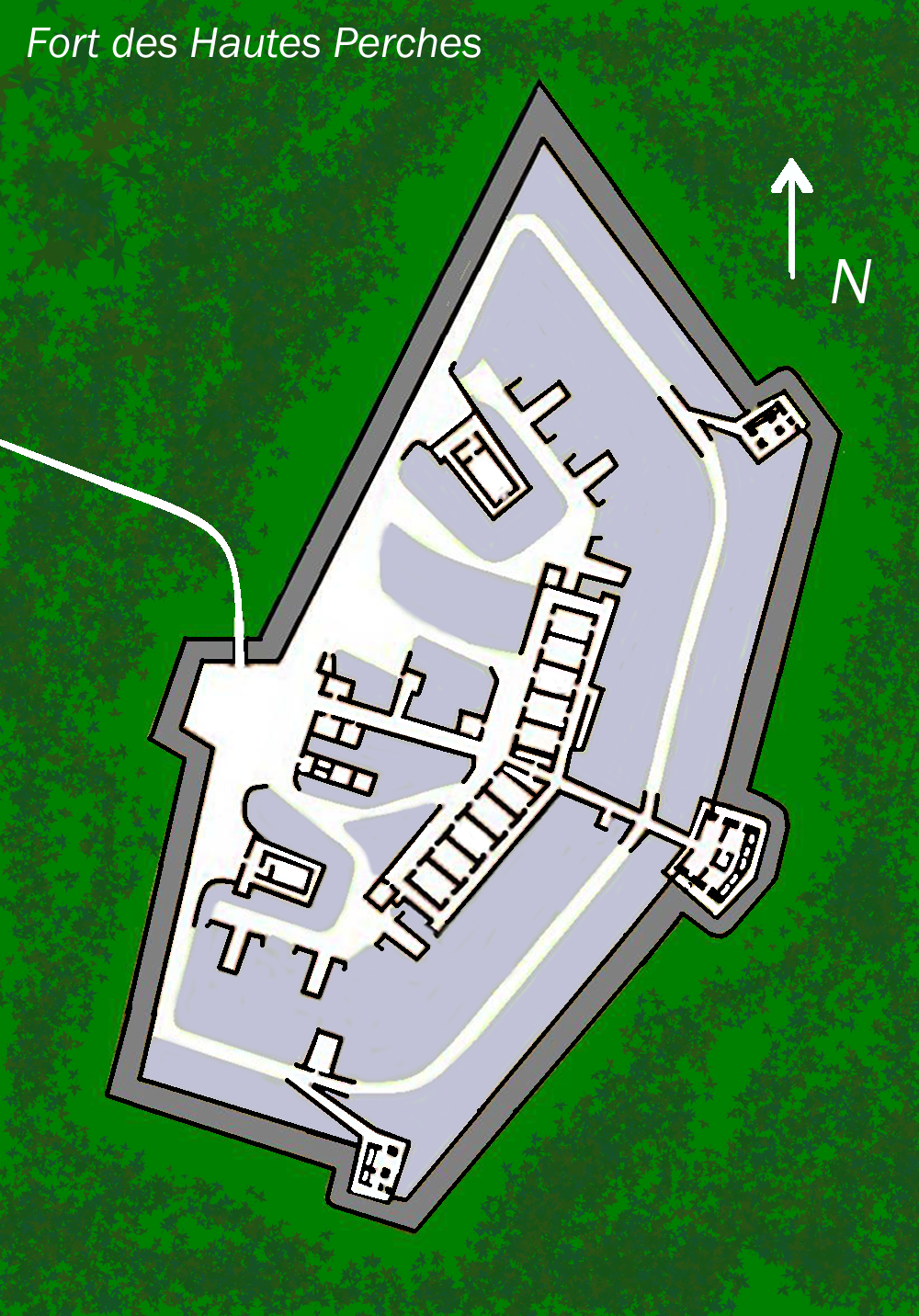
Plan du fort des Hautes-Perches, près de Belfort.
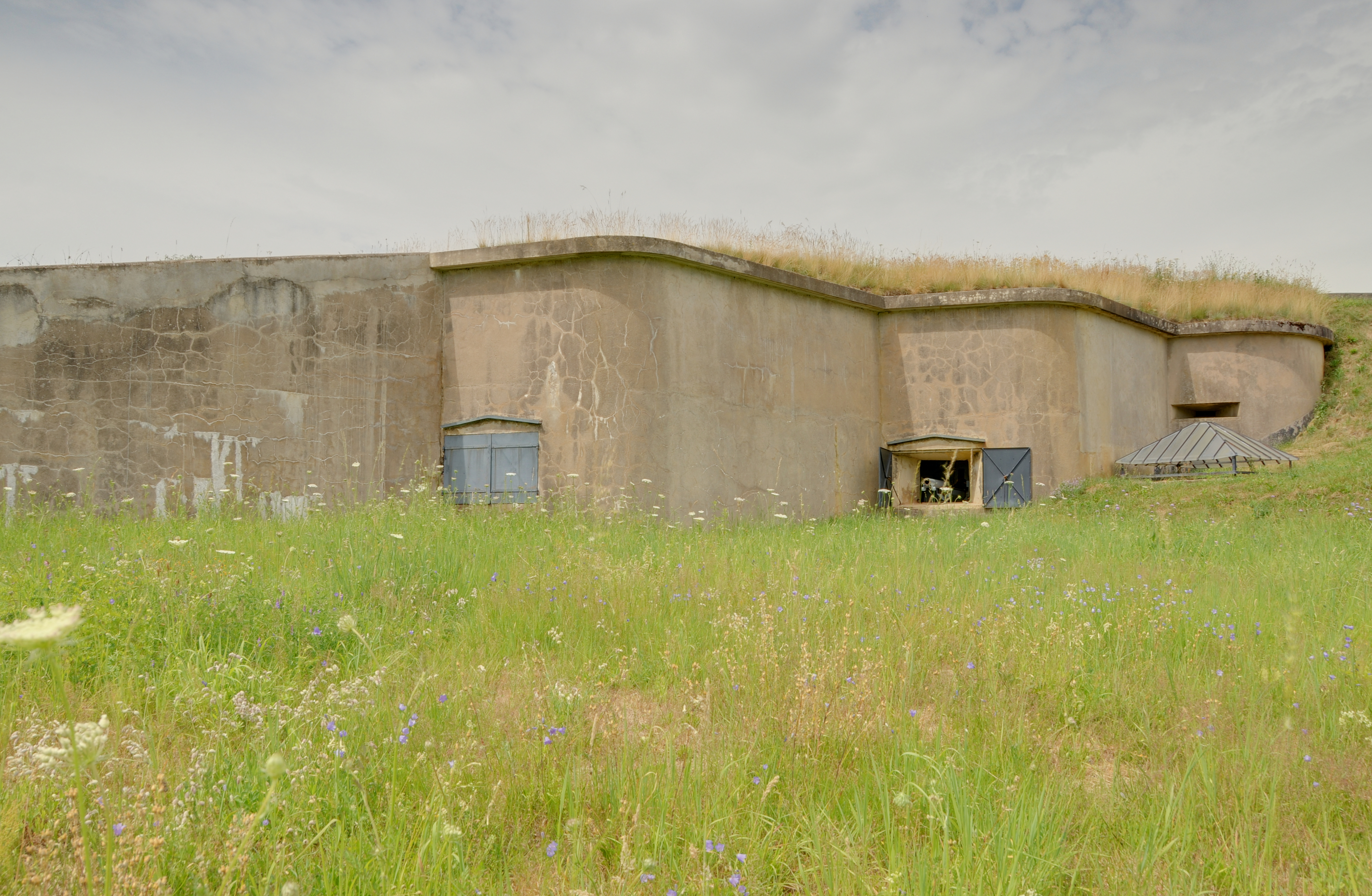
Casemate de Bourges du fort d'Uxegney, près d'Épinal.
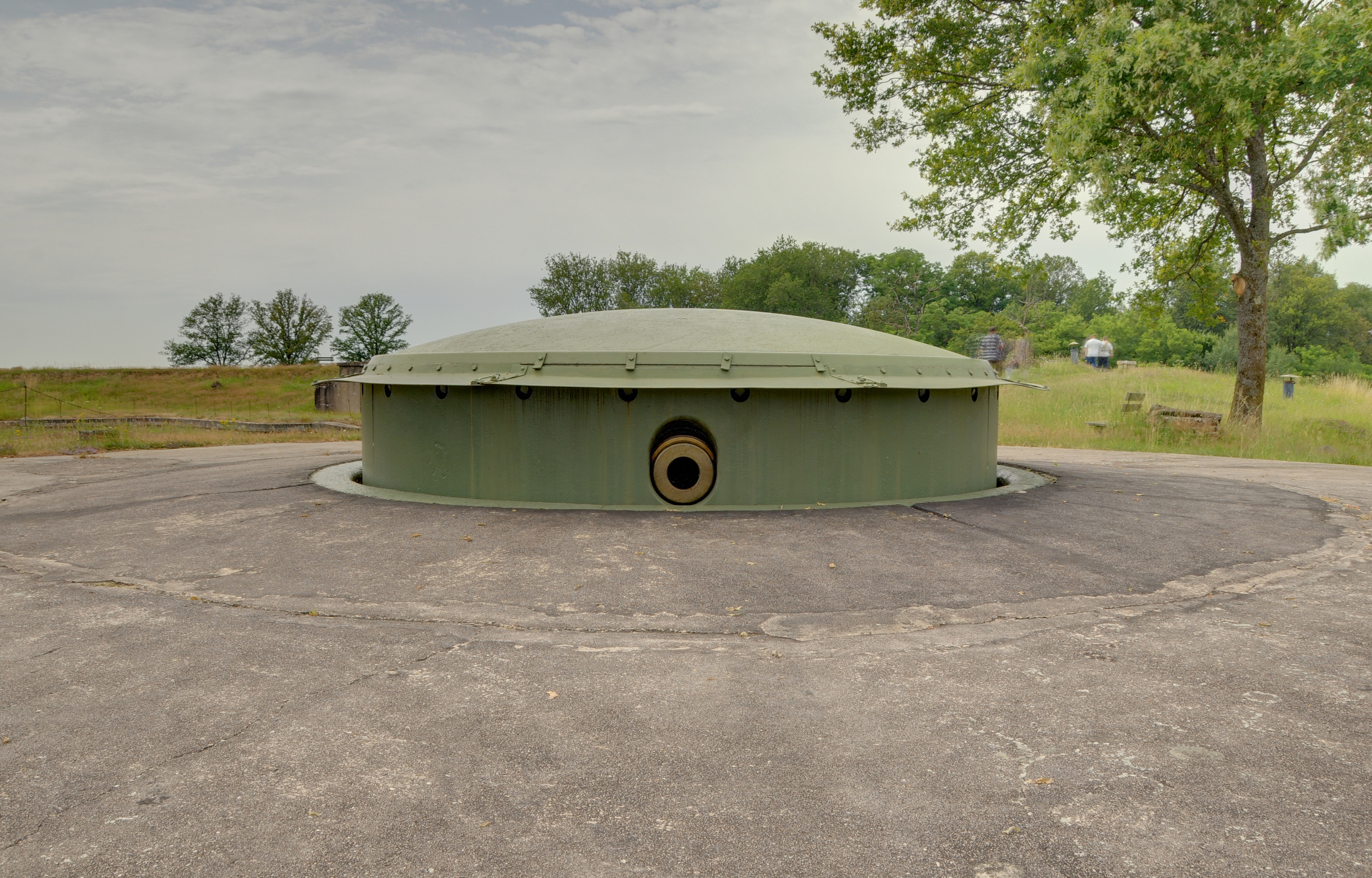
Tourelle pour un canon de 155 mm R du fort d'Uxegney.
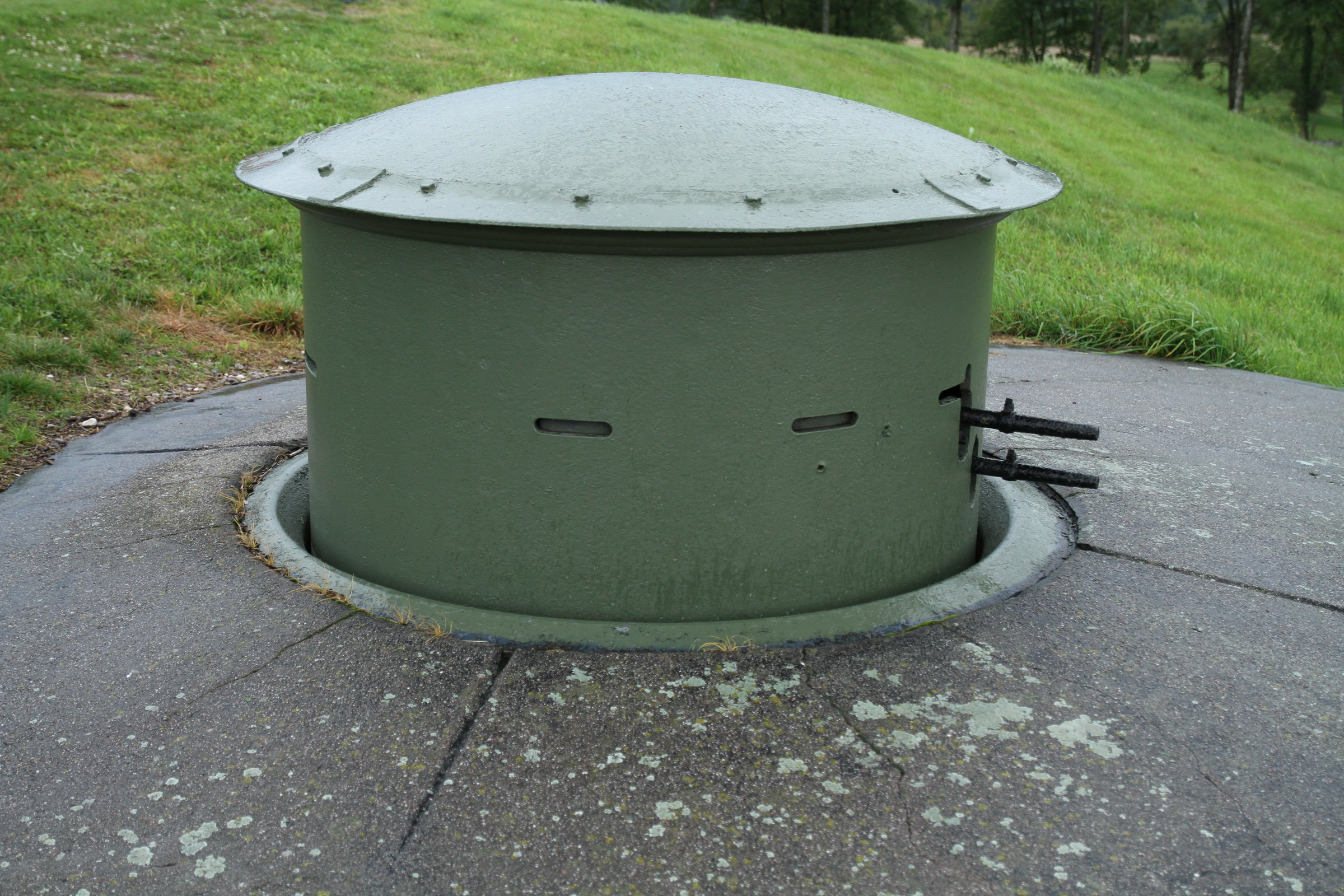
Tourelle pour mitrailleuses du fort d'Uxegney.
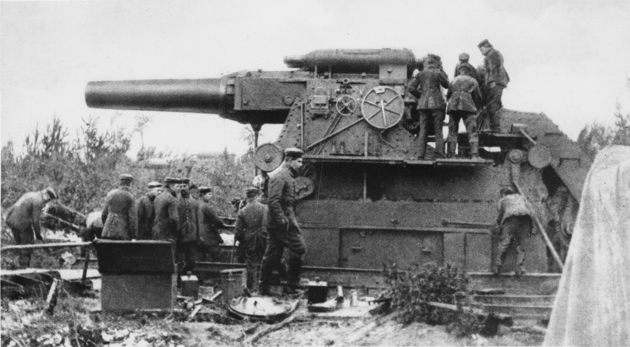
Obusier de 420 mm allemand.
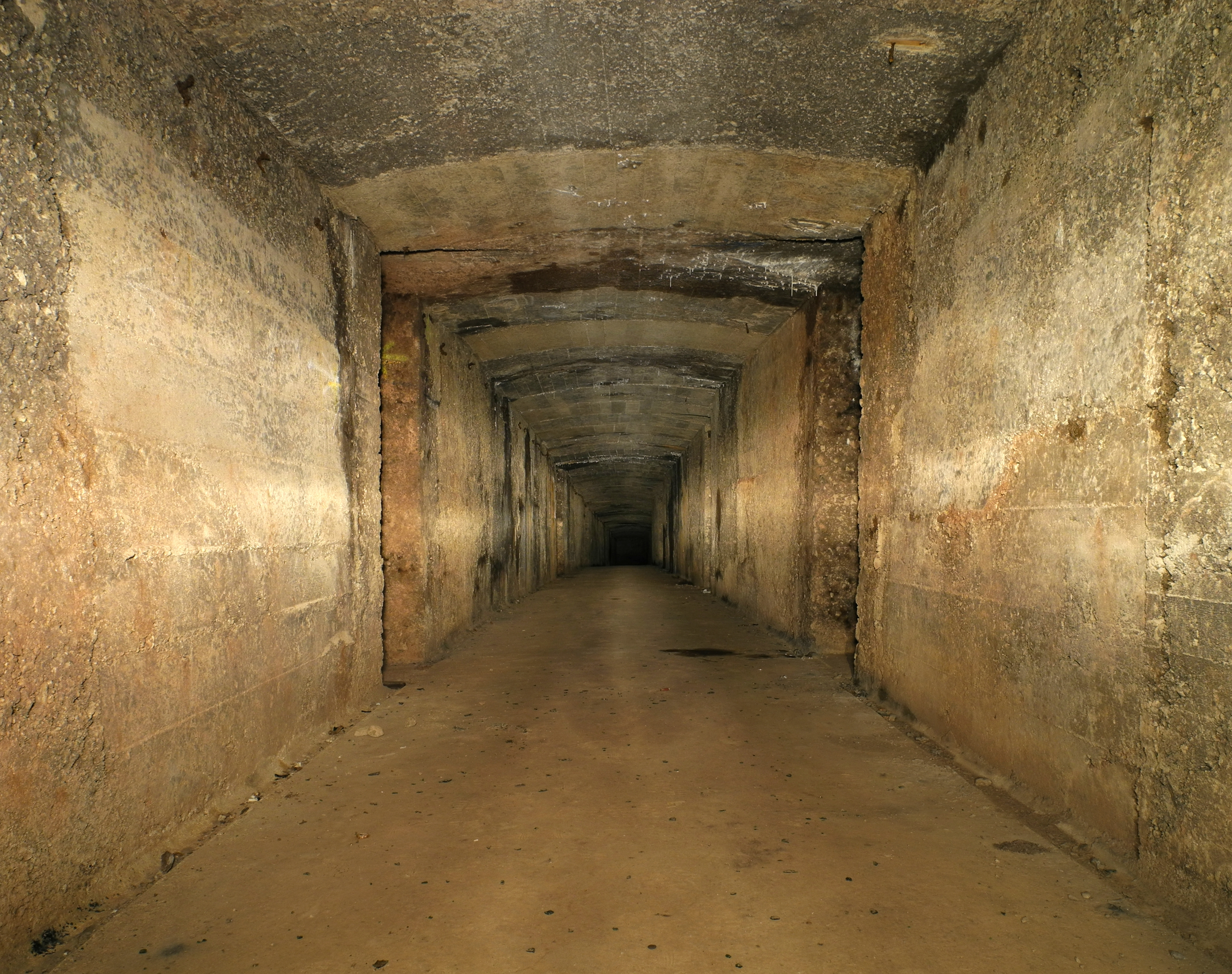
Galerie souterraine du fort de Roppe, près de Belfort.

#### Modèle des forts allemands

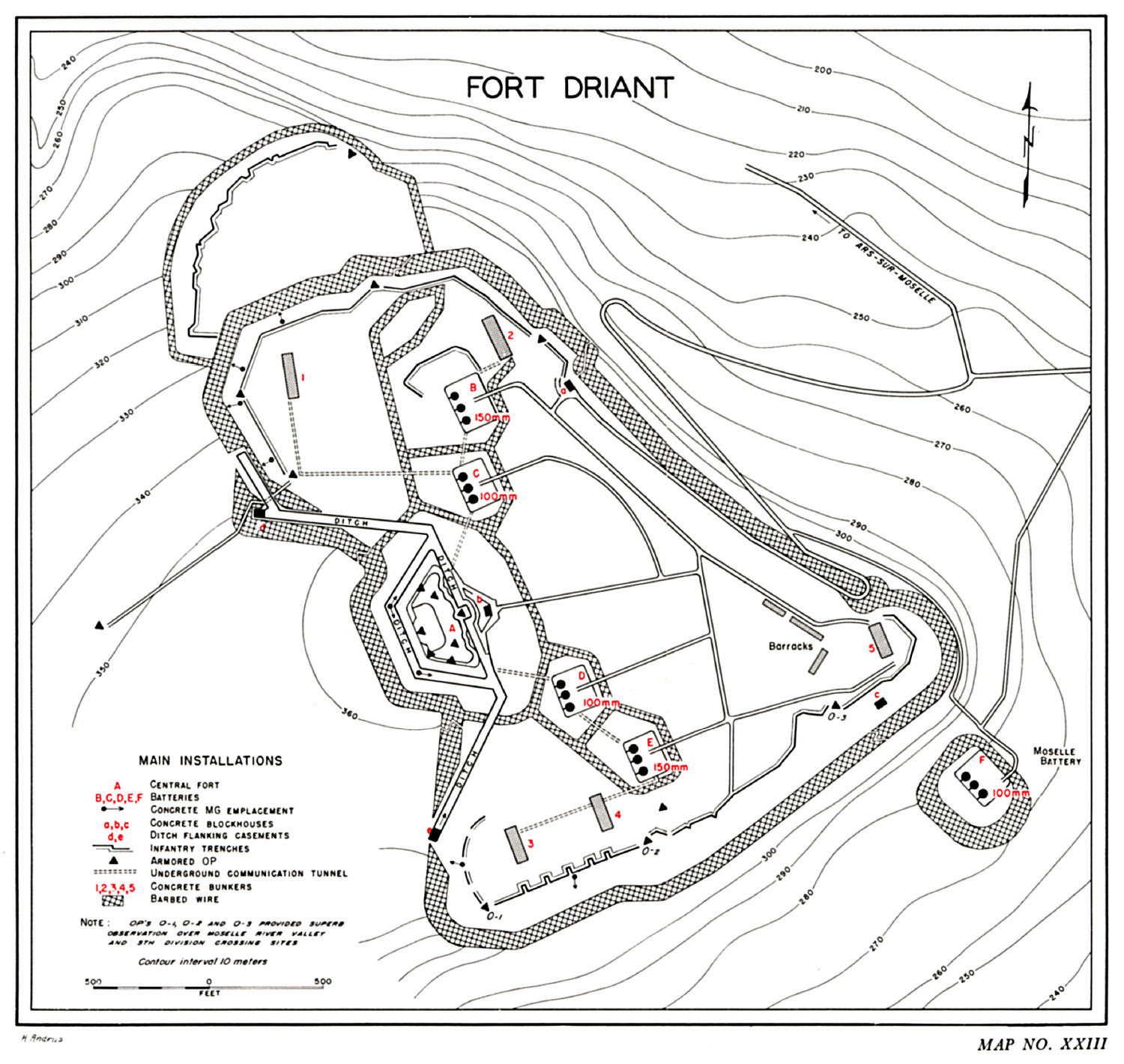
Plan du groupe fortifié Driant (ex Feste Kronprinz), près de Metz.

L'Alsace et la Moselle sont des territoires allemands entre 1871 (traité de Francfort) et 1919 (traité de Versailles), ils ont donc été fortifiés dès 1873 pour les défendre face à une probable offensive française. Les premières fortifications dans la nouvelle province allemande sont construites autour de Strasbourg et de Metz, deux places stratégiques protégées chacune par une ceinture de forts édifiée sous la direction du général von Biehler ; ce sont des forts de forme polygonale semblables à leurs homologues français du système Séré de Rivières.
La nouveauté est qu'à partir de 1893 est expérimentée une nouvelle forme de fortification, d'abord à Mutzig en Alsace (le fort de Mutzig), puis autour de Metz (groupes fortifiés Driant, Jeanne-d’Arc, de Guise, Lorraine, La Marne, l'Yser, l'Aisne et Verdun) et de Thionville (forts de Guentrange, de Kœnigsmacker et d'Illange). Il s'agit de fort de grandes dimensions, appelés « groupes fortifiées » (Feste en allemand, Festen au pluriel) construits en béton armé, à l'artillerie protégé par du blindage (principalement sous tourelle), aux organes dispersés sur une vaste surface et à l'intérieur desquels sont installés l'électricité, le chauffage et la ventilation. Dans les intervalles entre ces groupes fortifiés sont construites des positions d'infanterie (avec tranchées bétonnés, positions de mitrailleuses et abris enterrés), formant ainsi des lignes fortifiées.
Ces fortifications n'ont pas connu l'épreuve du combat, l'armée française ne lançant pas d'offensive vers Metz ou Strasbourg.
Quand en 1918 les officiers français d'artillerie et du génie entrent dans les groupes fortifiés intacts que les Allemands doivent livrer en état de marche et avec leurs munitions (selon les conditions de l'armistice), ils découvrent une fortification moderne et très en avance, dont ils vont largement s'inspirer après les avoir renommés.

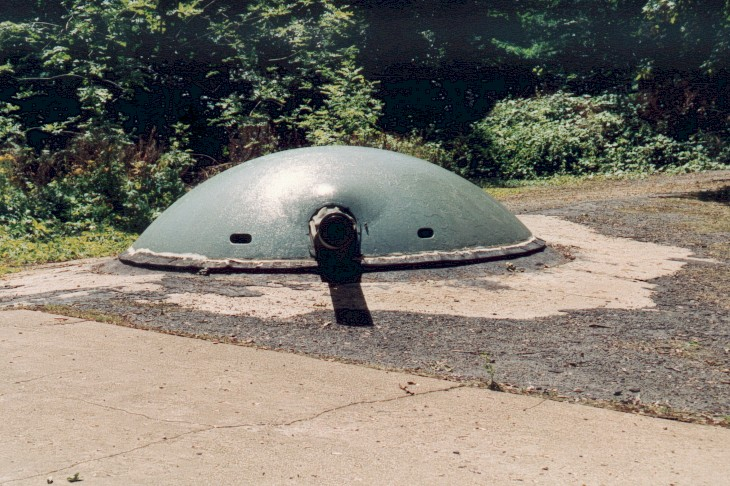
Tourelle pour canon de 100 mm du fort de Guentrange (ex Feste Ober-Gentringen), près de Thionville.
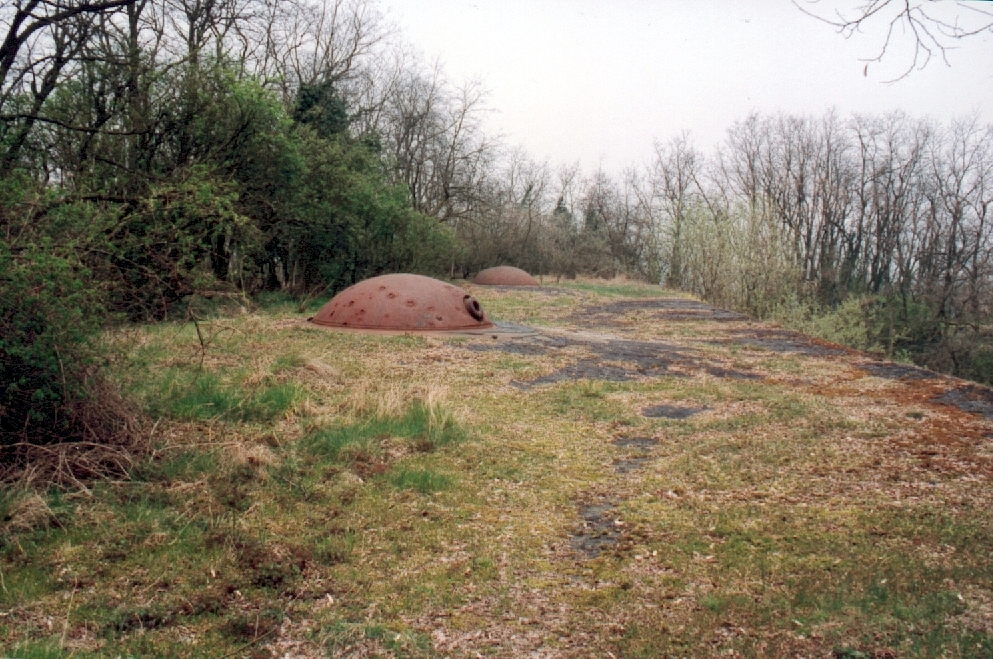
Une batterie de deux tourelles d'un des forts de Metz.
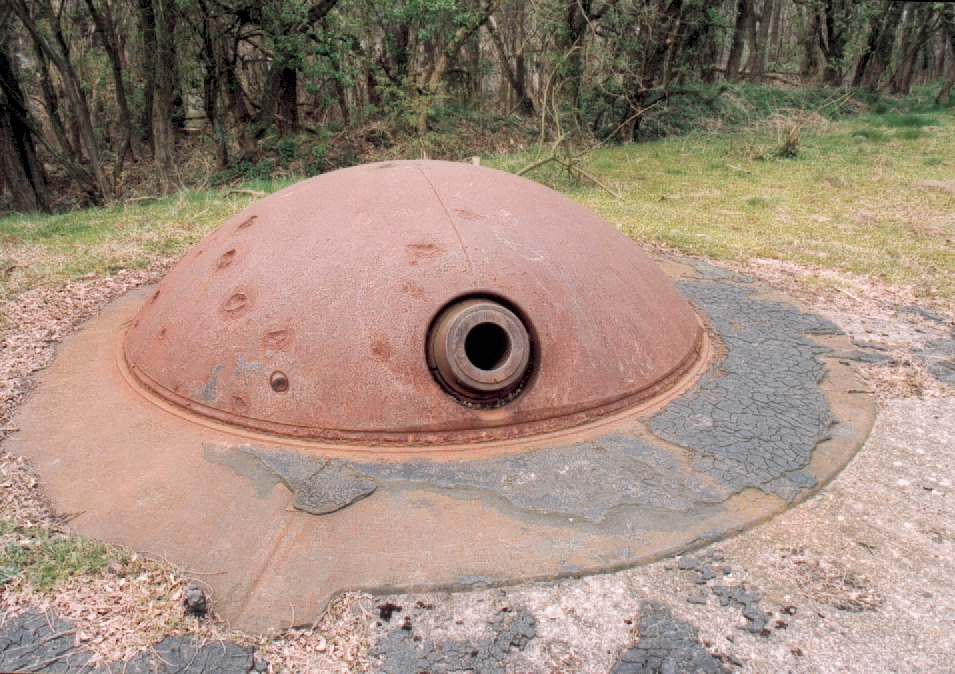
Gros plan sur une tourelle pour obusier de 150 mm.
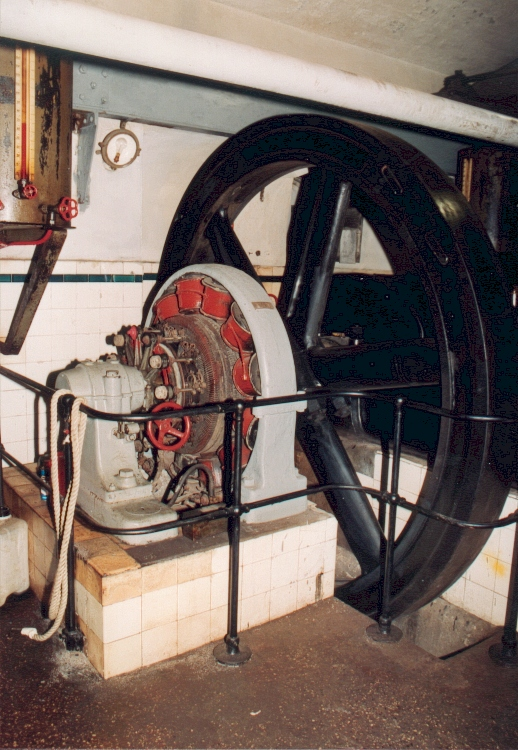
Générateur électrique de 110 volts du fort de Guentrange.

#### Projets des années 1920

##### Rapport de la CDF en 1926
L'étude des formes techniques que doivent prendre les nouvelles fortifications ne commence officiellement qu'en 1926 dans le cadre de la Commission de défense des frontières (CDF), en se fondant sur les constatations et réflexions antérieures. Le rapport du 6 novembre 1926 en développe dans son chapitre V les grandes lignes :

« Deux sortes d'organes sont prévus : ceux dans lesquels le rendement balistique mécanique sera développé à son maximum, véritables organes de position servis par des mécaniciens spécialisés ; ceux qui seront utilisés en cas de renforcement par les troupes de campagne qui y installeront leur armement du modèle courant. Dans son ensemble, la partie de la région fortifiée à créer dès le temps de paix comprendra : un appareil de commandement (postes d'observation et de commandement, réseau de transmission...) ; une organisation de feu constituée par des ouvrages principaux et des ouvrages intermédiaires.

Les ouvrages principaux sont espacés de 3 à 5 kilomètres au maximum. Ils sont dotés d'un armement à tir extra-rapide destiné d'une part à battre les intervalles et couloirs d'accès (canons, obusiers, lance-bombes, mitrailleuses) et de l'autre à défendre les approches et les dessus (mitrailleuses, pistolets mitrailleurs, lance-grenades). Tout engin à tir tendu est jumelé avec un engin à tir courbe. Suivant les servitudes imposées par les formes du sol, l'armement est, ou rassemblé au maximum dans des ouvrages dont les dimensions sont aussi restreintes que possibles (forts), ou dispersé sur un espace convenable (centre de résistance). »

— Rapport de la CDF du 6 novembre 1926.
Après cette définition, le rapport donne une description sommaire des nouvelles fortifications, avec « des petits forts bétonnés » (profondeur maximum de 25 m, donc avec un armement limité) à l'avant et des œuvres vives et une entrée très en arrière. Deux modèles d'ouvrages sont proposés :
- un ouvrage principal, tout en longueur sur environ 170 mètres, qui comprend deux tourelles pour lance-bombes (des gros mortiers), deux tourelles pour mitrailleuses, deux tourelles pour lance-grenades, deux casemates d'artillerie (chacune pour deux obusiers), six casemates de mitrailleuses et deux observatoires ;
- un ouvrage intermédiaire plus réduit qui comprend deux tourelles et deux casemates de mitrailleuses.

Seuls ces deux modèles d'ouvrages doivent composer la ligne de défense de chacune des trois régions fortifiées prévues, dites de Metz (barrant la vallée de la Moselle en un arc de cercle de Longwy à Faulquemont), de la Lauter (couvrant les Vosges du Nord et l'extrémité nord de la plaine d'Alsace, de Montbronn à Seltz) et de Belfort (barrant la trouée de Belfort).

##### Notion de fort palmé

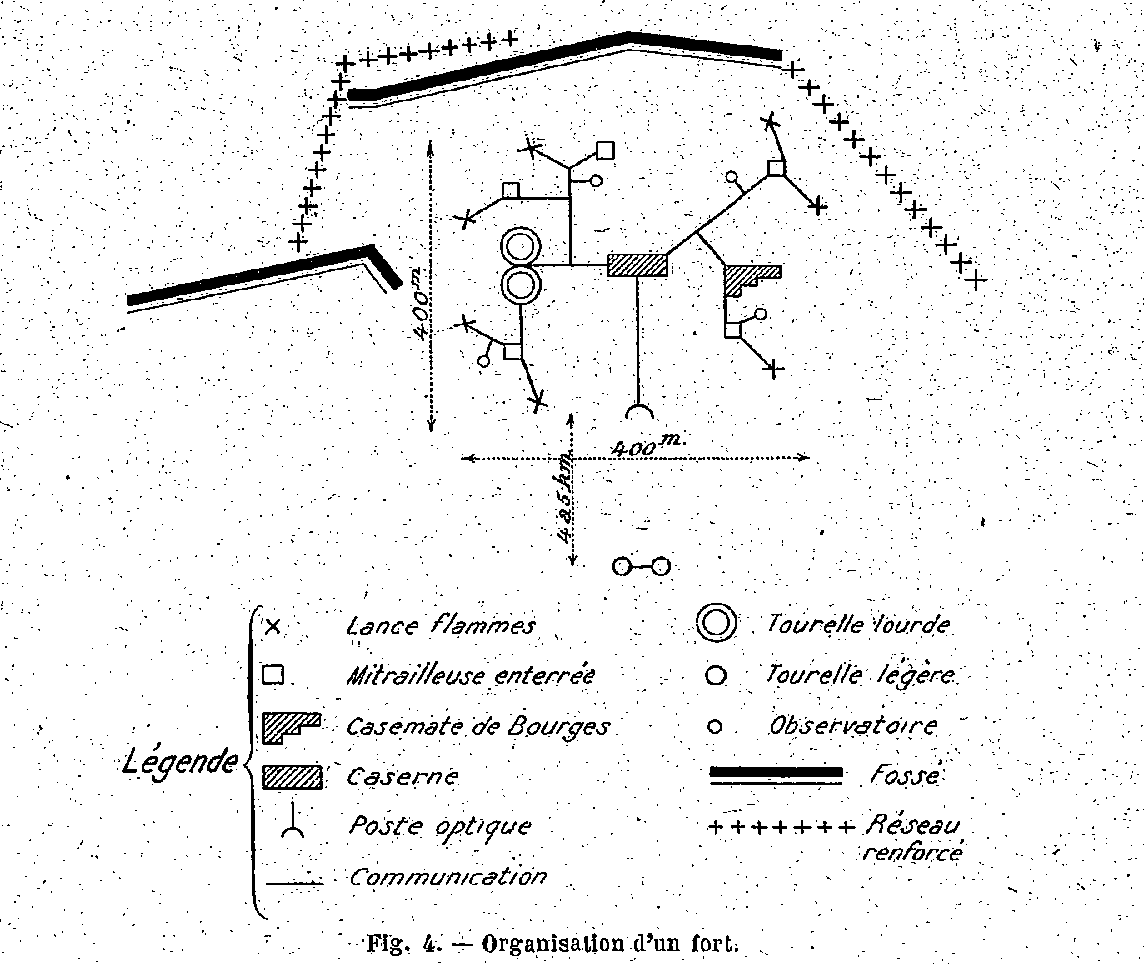
Schéma du fort palmé proposé par le colonel Tricaud.

En février 1927, le colonel Tricaud (alors commandant du 6e régiment du génie à Angers) propose à la CDF un « fort palmé », dont l'originalité est de disperser les casemates de flanquement, les tourelles et les observatoires dans un carré de 400 mètres de côté, tous reliées par souterrains à un casernement et une entrée communs (formant ainsi un plan en étoile autour de la caserne). La défense rapprochée est assurée par un fossé, des barbelés, des mitrailleuses, des lance-flammes et surtout le tir d'autres fortifications.
Ce type de fort est d'abord rejeté car encore plus cher que l'ouvrage plus concentré proposé par le rapport de 1926. Le 16 mai 1927, le général Fillonneau (inspecteur général du génie et membre de la CDF) présente une note proposant un catalogue de dix ouvrages-types différents (dont les plus gros correspondent encore à l'ouvrage principal défini en 1926), repris par la Commission d'organisation des régions fortifiées (CORF, présidée d'abord par Fillonneau) dans le rapport du 12 mars 1928 avec douze ouvrages-types (du grand fort, toujours concentré, jusqu'au petit abri).
C'est cette même CORF présidée désormais par le général Belhague (à partir de décembre 1928, à la suite de la mise à la retraite du général Fillonneau) qui finit par reprendre l'idée des blocs dispersés au cours de ses réunions de 1929, d'abord pour quelques ouvrages, puis pour tous. Deux grands modèles d'ouvrages sont prévus, des petits tous les trois kilomètres pour avoir des points d'appui d'infanterie solides et des gros tous les dix kilomètres pour assurer le soutien d'artillerie. Les distances entre ces ouvrages étant augmentées pour faire des économies, la continuité des feux est désormais assurée par le rajout de casemates indépendantes d'infanterie dans les intervalles (décision prise en avril 1929), théoriquement tous les 800 mètres (portée utile des mitrailleuses).

##### Définition des composants
Les ouvrages sont définis en 1929 dans leurs grandes lignes par la CORF. Trois modèles d'ouvrages sont adoptés, dont le choix dépend du terrain :
- les « ensembles », vastes ouvrages, entourés d'un profond fossé défendu par des coffres de contrescarpe, au milieu duquel se trouvent deux casemates de flanquement (armées chacun avec trois canons-obusiers), une gamme de tourelles d'artillerie (pour canons, lance-bombes ou mortiers), quelques blocs d'infanterie, un observatoire, ainsi que deux entrées en dehors du périmètre (le ravitaillement doit se faire par voie ferrée) ;
- les « petits ouvrages d'artillerie », ouvrages plus modestes qui couvrent les intervalles entre les grands ensembles avec deux casemates de flanquement (armées chacun avec deux canons raccourcis), quelques tourelles d'artillerie, des blocs d'infanterie, un observatoire, ainsi que deux entrées (le ravitaillement doit se faire par camions) ;
- les « petits ouvrages d'infanterie », ouvrages les plus petits, comptant quelques blocs d'infanterie, une tourelle d'artillerie (pour mortiers) et une seule entrée.

L'armement doit être composé d'armes spécifiques à la fortification, pour éviter que les ouvrages ne soient facilement désarmés au profit de l'artillerie de campagne. Les réunions de la CORF en 1928 et 1929 envisagèrent d'installer des mitrailleuses de 7,5 mm, des canons antiaériens de 37 mm, des mortiers de 45 ou 51 mm, des canons-obusiers de 75, 90 ou 100 mm et des canons longue portée de 130, 135 ou 145 mm, en général en jumelage (JM ou tourelles pour deux matériels) voire en triple exemplaires (dans le cas des casemates des plus gros ouvrages), mais les différents modèles ne sont pas encore choisis quand les travaux commencent (d'où quelques problèmes de place qui se poseront ultérieurement). La dotation en munitions est définie à partir des statistiques de consommation du milieu de la Première Guerre mondiale, soit : 6 400 à 4 000 coups par pièce de 75 mm (selon le modèle), 3 200 par mortier, 2 000 par lance-bombes et 140 000 par jumelage de mitrailleuses (200 000 pour un JM sous tourelle).
Les épaisseurs des murs et dalles de béton armé sont fixées le 10 juin 1929, selon quatre degrés de protection. La protection no 1 correspond à des murs de 1,75 mètre d'épaisseur et des dalles de 1,5 m (de quoi résister à deux obus de 160 mm superposés) ; la no 2 correspond à des murs de 2,25 m et des dalles de 2 m (résistant à deux coups de 240 mm) ; la no 3 à des murs de 2,75 m et des dalles de 2,5 m (résistant à deux coups de 300 mm) ; la no 4 à des murs et dalles de 3,5 m (résistant à deux coups de 520 mm). Dans le cas des dalles et murs exposés (face à la frontière ou en flanquement) des blocs de combat et d'entrée, la protection 4 est employée systématiquement dans le Nord-Est (ouvrages du Nord, de Lorraine et d'Alsace), la protection 3 pour les ouvrages d'artillerie et la 2 voir la no 1 pour ceux d'infanterie dans le Sud-Est (Alpes : le terrain interdit d'y amener des pièces lourdes). Quant aux murs donnant vers l'arrière, ils sont tous en protection 1, par souci d'économie mais aussi pour pouvoir neutraliser un ouvrage tombé aux mains d'un adversaire (ce principe se révèle néfaste en 1940 quand les ouvrages sont tournés par l'arrière par les Allemands, mais permet en 1944 et 1945 de rendre la reconquête plus facile).
À partir des décisions prises par la CORF, la Section technique du génie (STG) se charge de définir des notices standard pour chaque élément des ouvrages.

### Construction

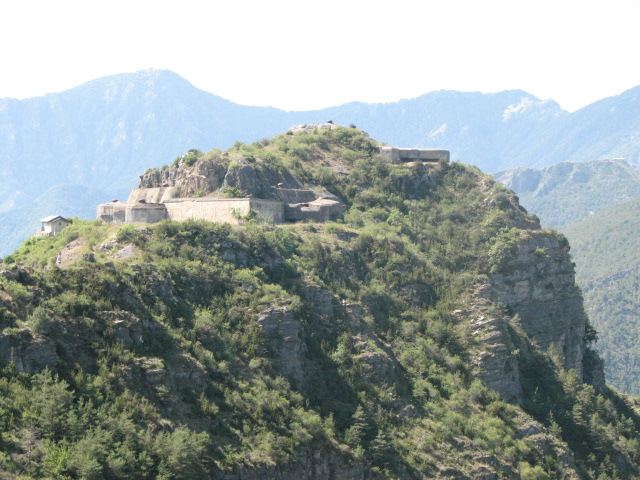
L'ouvrage de Rimplas, à 80 km de Nice, premier chantier commencé en 1928.

La construction des ouvrages de la ligne Maginot s'étale de septembre 1928 (début des travaux pour l'ouvrage de Rimplas, près de Nice) jusqu'à juin 1940 (les combats interrompent plusieurs chantiers dans les Alpes), avec le gros œuvre du Nord-Est (le Nord, l'Alsace et la Lorraine) fait de 1930 à 1935.

#### Préparations
La réalisation des plans des ouvrages, l'acquisition des terrains, la passation des marchés et la surveillance des travaux sont assurées par les chefferies des fortifications qui sont des délégations de la CORF. Chacune de ces délégations est dirigée par le directeur local du génie :
- le colonel Thiriot à Metz pour la région fortifiée de Metz (SF de la Crusnes, de Thionville, de Boulay et de Faulquemont) ;
- le colonel Frossard à Strasbourg pour la région fortifiée de la Lauter (SF de Rohrbach, des Vosges et de Haguenau)[17] ;
- le colonel Caillod à Grenoble pour le secteur fortifié de la Savoie ;
- le lieutenant-colonel Loriferne à Briançon pour le secteur fortifié du Dauphiné ;
- le lieutenant-colonel André à Nice pour le secteur fortifié des Alpes-Maritimes[18].

Chaque ouvrage nécessite d'abord des levers topographiques, puis des sondages du sol, ensuite un « plan de masse » (qui définit la mission et la position précise de l'ouvrage) qui doit être approuvé par l'état-major de l'armée et par le ministre de la Guerre, puis un « plan d'implantation » (au 1/1000, destinés aux constructeurs) qui doit être approuvé par la Section technique du génie (STG) puis par l'Inspection technique des travaux de fortification (ITTF).
Les terrains sur lesquels doivent être implantés les blocs sont acquis soit par accord à l'amiable, soit par expropriation. Comme les prix proposés sont systématiquement sous-évalués, l'expropriation est de règle, dont les indemnités sont fixées par un jury (la procédure est évidemment plus longue). Ne sont acquis que les terrains correspondant à l'emprise des réseaux de barbelés, formant une multitude de petits terrains militaires le long des frontières.
Pour réaliser les travaux, dans la totalité des cas pour les ouvrages du Nord-Est et pour les plus gros ouvrages du Sud-Est, l'armée a recours aux entreprises privées spécialisées dans le bâtiment et les travaux publics. La passation des marchés se fait d'abord jusqu'en 1930 après examen des entreprises candidates par une commission. Cette dernière est composée de l'inspecteur des travaux de fortification, du président du syndicat des entrepreneurs de travaux publics, des directeurs des travaux de fortification et d'un représentant de l'état-major de l'armée. Y sont examinés la capacité technique de chaque entreprise, ses moyens financiers, les rabais proposés sur les prix estimés et les soutiens politiques (il y a quelques interventions de députés en faveur d'entrepreneurs). Le 3 avril 1930, le ministre de la Guerre Maginot décide que l'adjudication se fait désormais par le dépouillement public (en présence du maire de la localité) des propositions faites par les entreprises pour chaque marché.
Dans les Alpes, pour les petits ouvrages et les avant-postes, la main-d'œuvre militaire (MOM) est mise à contribution pour faire des économies.

#### Personnel
Sur les chantiers confiés aux entreprises privées (cas de tous les ouvrages du Nord-Est et des plus gros du Sud-Est), le personnel à embaucher pose deux problèmes.
D'abord parce qu'il est alors difficile de trouver des ouvriers spécialisés, notamment les mineurs-boiseurs nécessaires au forage des galeries souterraines, car les salaires des fortifications sont moins intéressants que ceux des mines (de fer et de charbon en Lorraine) ou que ceux des chantiers du métro parisien (la ligne 11 et les prolongations des autres en banlieue) et le logement est sommaire (de simples baraques sans confort). Le recrutement d'ouvriers dans les bassins industriels lillois, parisien et lyonnais est très limité.
Ensuite, et en conséquence, est fait un large recours à la main-d'œuvre immigrée pour éviter de faire concurrence à l'agriculture et à l'industrie locale (la sidérurgie en Lorraine manque alors de bras) : les étrangers représentent jusqu'à 1931 la moitié des effectifs sur les chantiers, avec un maximum de 70 % sur ceux du secteur fortifié de Thionville. Cette main-d'œuvre, dont la migration est parfois organisée par l'administration française, fait l'objet d'une surveillance par un service de police spécifique, avec carte d'identité (la population française n'y est astreinte qu'à partir de 1943) et contrôle du domicile (le travailleur étranger ne peut changer de domicile sans autorisation). À partir de la fin 1931, l'administration cherche à réduire le nombre d'étrangers sur les chantiers, non seulement pour des raisons de sécurité, mais aussi pour des questions de « protection de la main d’œuvre nationale » (selon la loi du 10 août 1932) dans le contexte du début de la dépression des années 1930 : les travailleurs étrangers sont désormais perçus comme des concurrents des travailleurs français, d'où le quasi arrêt de l'immigration et la mise en place de mesures de rapatriements et d'expulsions.
Sur l'ensemble des chantiers, les effectifs sont à la fin 1929 de 2 000 ouvriers, à la fin 1930 de 8 437 ouvriers (dont 3 577 étrangers, soit 42 %), à la fin 1931 de 19 440 ouvriers (dont 9 526 étrangers, soit 49 %) et en mars 1934 de 12 267 ouvriers (dont 1 869 étrangers, soit 15 %).
Exemple de détail par nationalités pour l'ouvrage de Soetrich : sont présents au 1er juillet 1933 sur un total de 755 ouvriers, 402 Français (53 %), 216 Italiens (29 %), 77 Polonais (10 %), 33 Yougoslaves (4 %), sept Luxembourgeois, sept Tchécoslovaques et 13 autres (Belges, Autrichiens, Espagnols et Russes).

#### Travaux
Les travaux débutent par l'aménagement des accès routiers et ferroviaires pour chaque ouvrage, aisé en plaine à proximité des agglomérations, plus délicat dans les secteurs isolés des massifs forestiers et des montagnes (Vosges du Nord et Alpes). Pour le premier ouvrage commencé dès septembre 1928, l'ouvrage de Rimplas, les premiers travaux consistent à dégager une plate-forme devant l'emplacement de l'entrée puis à faire les fouilles nécessaires à la construction du bloc d'entrée lui-même.

##### Galeries
Les galeries sont percées à partir de la fouille des blocs d'entrée, des puits des blocs (rectangulaire avec une largeur de dix mètres) et de puits d'extraction (de cinq mètres, comblés en fin de travaux ou transformés dans quelques cas en une sortie secrète). Le tracé des galeries se fait en montant légèrement pour faciliter l'évacuation des eaux d'infiltration, le plan est donc déterminé par l'altitude et l'emplacement des entrées et du débouché de l'égout. Le percement est fait avec des perforateurs mécaniques ou marteau-piqueur à air comprimé, l'évacuation des déblais et l'aération se faisant par les entrées et par les puits.
La profondeur minimale des galeries dépend du type de sol rencontré, à raison de 25 à 30 mètres de profondeur minimum (indépendamment du relief, les observatoires du Hackenberg se trouve 95 m au-dessus des galeries) pour de l'argile, de 18 à 20 m pour de la marne, 16 m pour du calcaire et 12 m pour de la roche dure (schiste, gneiss, granite, etc.). À partir de cette profondeur, les galeries sont réalisées en maçonnerie (des moellons sur une épaisseur de 50 cm minimum), souvent recouverte de ciment pour limiter les infiltrations d'eau.
Quand l'entrée est de plain-pied (et non en puits ou en plan incliné), les premiers mètres de la galerie doivent être bétonnés à la protection no 4 (soit 3,5 mètres d'épaisseur de béton armé), puis décroissant progressivement (protections no 3, 2 et 1). Pour faire cela, il faut dégager un volume bien plus important que celui de la galerie, avec notamment un vide provisoire au-dessus de l'extrados de 1,75 mètre à la clé de voûte pour faire passer le personnel et les wagonnets ; après les travaux, ce vide est comblé par des pierres sèches. Dans de rares cas, les souterrains sont faits à ciel ouvert (cas des ouvrages des Sarts et de l'Immerhof), donc ces ouvrages sont entièrement bétonnés.

##### Blocs
La réalisation des différents blocs intervient après celle du puits le reliant aux souterrains. La fouille est faite en laissant une marge pour la mise en place des coffrages, avec une toiture en bois par-dessus l'ensemble, cette toiture servant de pont de service ainsi que de camouflage. Par exemple, le bloc 6 de l'ouvrage du Hackenberg (bloc d'artillerie pour une tourelle de 135 mm et un cloche GFM) a nécessité de retirer 8 324 m3 de terre et de grès.
Les fondations d'un bloc sont composées d'un radier, c'est-à-dire une couche de béton d'un mètre à 1,25 m d'épaisseur au fond du terrassement. Sur ce radier est mis en place les coffrages (faits de planches de bois) et les ferrailles (barres d'armature du béton armé), puis le béton spécial est coulé entre les coffrages dans lesquels sont mis les formes en bois dégageant les ouvertures (portes, créneaux, gaines, niches, etc.), chaque étage est théoriquement coulé d'un seul jet pour garantir l'homogénéité du béton. Sur les murs est ensuite coulée la dalle de couverture, sur un coffrage perdu métallique. Étant donné les quantités de béton nécessaires (4 375 m3 pour le bloc 6 du Hackenberg, 8 500 m3 pour une entrée des munitions), les chantiers sont équipés de batteries de bétonnières à grande capacité, avec des chargeurs mécaniques de gravier par tapis roulant et des wagonnets sur voie de 60 cm pour le transport jusqu'au pont de service surplombant le bloc.
Pour les collerettes des cuirassements des dessus, l'épaisseur de béton passe à six mètres pour les tourelles et à minimum trois mètres pour les cloches, avec une armature renforcée. À l'intérieur des blocs, les murs et plafonds exposés sont recouverts de plaques d'acier et les autres murs sont garnis de grillage noyés dans le béton pour empêcher la chute de morceaux et la formation de ménisques. Le décoffrage se fait dix jours après la coulée, puis les murs exposés sont recouverts par des remblais de minimum quatre mètres de pierres et de terre qui se prolongent de part et d'autre de chaque bloc grâce à des murs en aile. Enfin les remblais et la dalle peuvent être recouverts de vingt centimètres de terre pour permettre le gazonnage des dessus.

##### Équipements
Le choix définitif des armes est fait entre 1929 et 1933 : l'artillerie est principalement basée sur des canons de 75 mm (modèles 1929, 1931, 1932 et 1933), dérivés du 75 mm modèle 1897 avec des rayures approfondies et des affûts spéciaux ; le tir courbe est assuré par des mortiers de 135 mm (contre les retranchements) et de 81 mm (contre le personnel) ; l'armement d'infanterie est essentiellement composé de jumelages de mitrailleuses MAC 1931 (pour faire une ligne continue de feux croisés) et de FM 1924/1929 (pour la défense rapprochée) tirant les mêmes cartouches de 7,5 mm. Cet armement est complété à partir de 1934 par des canons antichars de 47, de 37 et de 25 mm, selon la place disponible dans les blocs.
L'armement est protégé par des blindages, commandés à des entreprises spécialisées dans ce domaine : Schneider et Cie (usine du Creusot), Batignolles-Châtillon (usine de Nantes), Châtillon-Commentry (usine de Montluçon), Ateliers et Chantiers de la Loire, etc.
Les premières cloches GFM sont livrées dès 1929, les trémies d'embrasure des créneaux à partir du début de 1933 et les différents modèles de tourelles à partir de 1934. Les autres cuirassements installés sont les portes blindées (certaines étanches) et les grilles. Sont installés :
- d'une part 34 tourelles de 75 (modèles 1933, 1932 R et 1905 R), 17 tourelles de 135, 21 tourelles de 81, 12 tourelles AM, 2 tourelles AM et mortier[N 10] et 61 tourelles de mitrailleuses ;
- d'autre part 96 canons de 75 mm[N 11], 9 lance-bombes de 135 mm et 84 mortiers de 81 mm[N 12] sous casemates.

Le total installé sur les ouvrages du Nord-Est et du Sud-Est est donc de 147 tourelles d'artillerie ou d'infanterie, auxquels se rajoutent les 189 canons (antichars non compris) sous casemates, soit 333 canons (chaque tourelle d'artillerie est armée avec deux pièces).
Les usines sont équipées chacune avec quatre groupes électrogènes livrés par les sociétés SGCM (Société générale de constructions mécaniques), Sulzer, SMIM (Société des moteurs pour l'industrie et la marine), Renault, SUPDI, Baudouin et CLM (Compagnie lilloise des moteurs). Les locomotives électriques nécessaires au réseau ferroviaire des gros ouvrages sont construits par Schneider (modèle SW) et la Société des véhicules et tracteurs électriques (modèle Vetra). Se rajoutent à ces machines les différents monte-charges, les moteurs des plans inclinés, les cuisinières à cuve inox, les fours à rôtir, les percolateurs, les plaques chauffantes, les chauffe-eau, les chambres froides (installées à partir de mars 1940), les pompes à eau, les ventilateurs, les radiateurs (pour le chauffage des souterrains l'été et des blocs l'hiver), les projecteurs extérieurs, les lampes électriques de l'éclairage intérieur, l'installation téléphonique, les émetteurs-récepteurs radio, les kilomètres de câbles électriques, etc.

### Ouvrages à partir de 1939

#### Contre-mesures
Les fortifications françaises sont connues des Italiens et des Allemands avant la Seconde Guerre mondiale dans une certaine mesure : leurs services de renseignement ont eu toutes les années 1930 pour se fournir en informations, permettant à leurs forces armées de préparer des contre-mesures.

##### Renseignements
La lutte contre l'espionnage est une préoccupation pendant toute la décennie de 1930 à 1940. Les travaux sont recouverts par des hangars ou par des bâches, les terrains sont clos de palissades, la couverture végétale doit être maintenue au maximum, les chantiers sont gardés jour et nuit ; mais les emplacements sont facilement repérables d'autant que certains ouvrages sont à proximité immédiate d'agglomérations ou de routes, que les terrains militaires sont de tailles réduites et que le tracé de la ligne suit celui des frontières. Les personnels civils travaillant sur les chantiers font l'objet d'une surveillance importante, notamment les ouvriers étrangers (tout particulièrement les nombreux Italiens). Chaque ouvrier fait l'objet d'une enquête avant que l'entreprise chargée des travaux ne soit autorisé à l'embaucher.

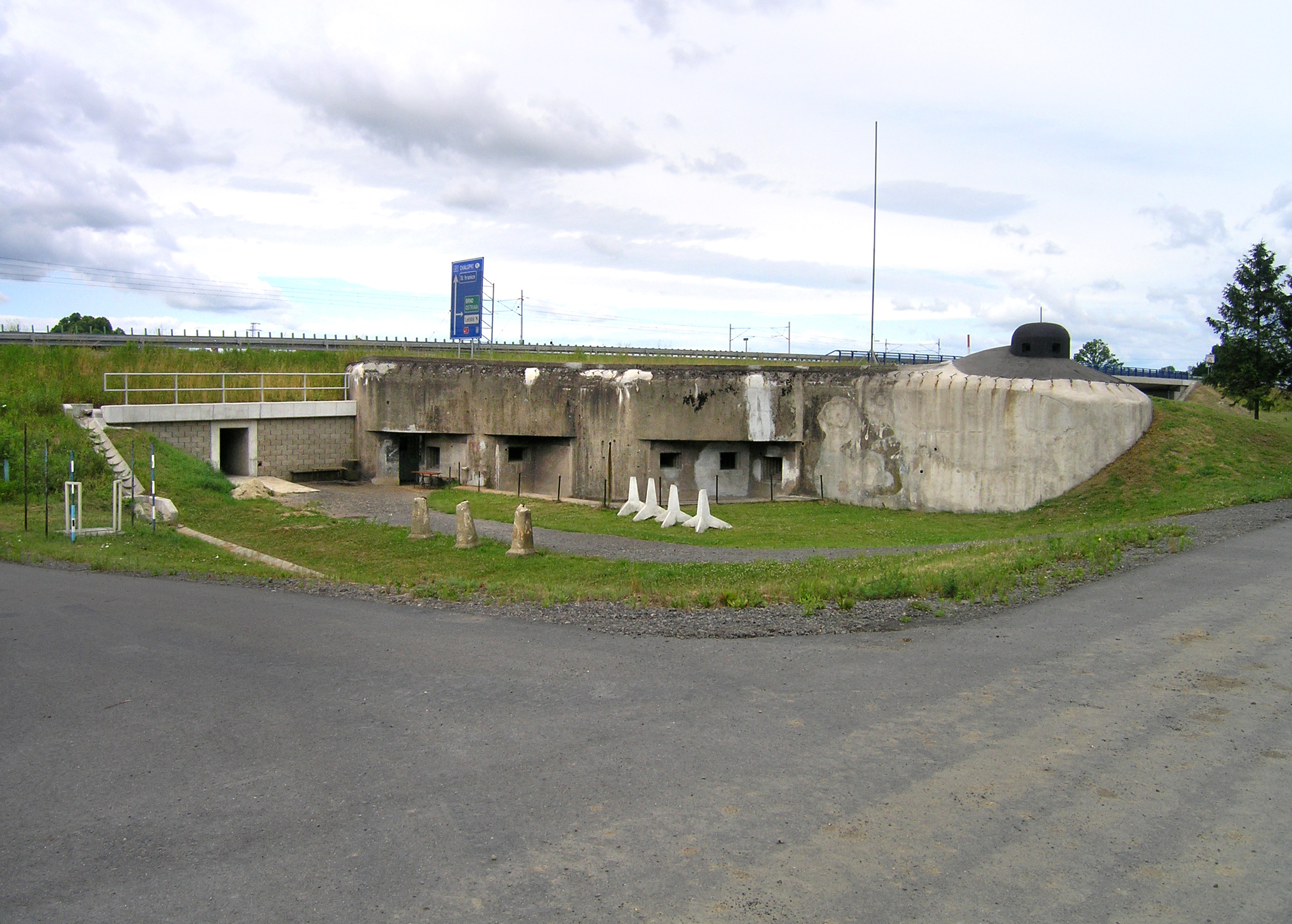
Casemate tchèque d'infanterie MO-S-5 Na Trati, près de Bohumín (bordant l'autoroute A1) à la frontière avec la Silésie, avec une cloche sur les dessus et la façade équipée de créneaux.

Le principal effort porte sur la préservation des caractéristiques techniques de la fortification (plan des souterrains, type d'armement, axes de tir, épaisseur du béton ou du blindage, etc.) : en conséquence tous les documents sont classés « secret », aucun matériel n'est commandé à une société étrangère, les entrepreneurs reçoivent des calques partiels qu'ils doivent restituer, les ouvrages une fois terminés sont camouflés (les lignes des blocs sont recouvertes par des bâches ou des volets métalliques, les tourelles sont peintes en vert et brun, les cloches sont couvertes par des crinolines en grillage ou sont recouvertes de pierres et de gravillons, les embrasures sont noircies, de faux créneaux sont peints en trompe-l'œil, de fausses cloches sont installées à proximité, les dessus sont boisés).
Toutes ces mesures n'empêchent pas les fuites d'informations, d'où l'impression en Allemagne d'un document de synthèse, très superficiel en 1936 (Grosses Orienterungshelf Frankreich), un peu plus précis en novembre 1939 (Die franzosische Grenzbefestigung im Abschnitt Mosel-Kanalküste), actualisé en avril 1940 et complété en 1941 (Denkschrift über die französische Landesbefestigung). Ces informations sont comparées avec les fortifications construites par la Tchécoslovaquie à ses frontières avec l'Allemagne (appelée parfois « ligne Beneš »), dont les Allemands s'emparent en octobre 1938 lors de l'annexion de la région des Sudètes (à la suite des accords de Munich). Cette ligne de fortifications est incomplète car développée à partir de 1936 (les travaux de la première tranche devaient se terminer en 1941), mais l'a été avec l'aide technique des Français, d'où une forte similitude entre les deux systèmes fortifiés. Les spécialistes allemands du génie, de l'artillerie et des troupes d'assaut ont ainsi l'occasion d'étudier des casemates mais aussi des ouvrages entiers (seuls cinq ouvrages sont presque terminés) et de faire des tests de perforation de ces derniers avec des obus et des charges explosives. Grâce à ces expériences, ils établissent un Règlement sur l'attaque d'un front fortifié.

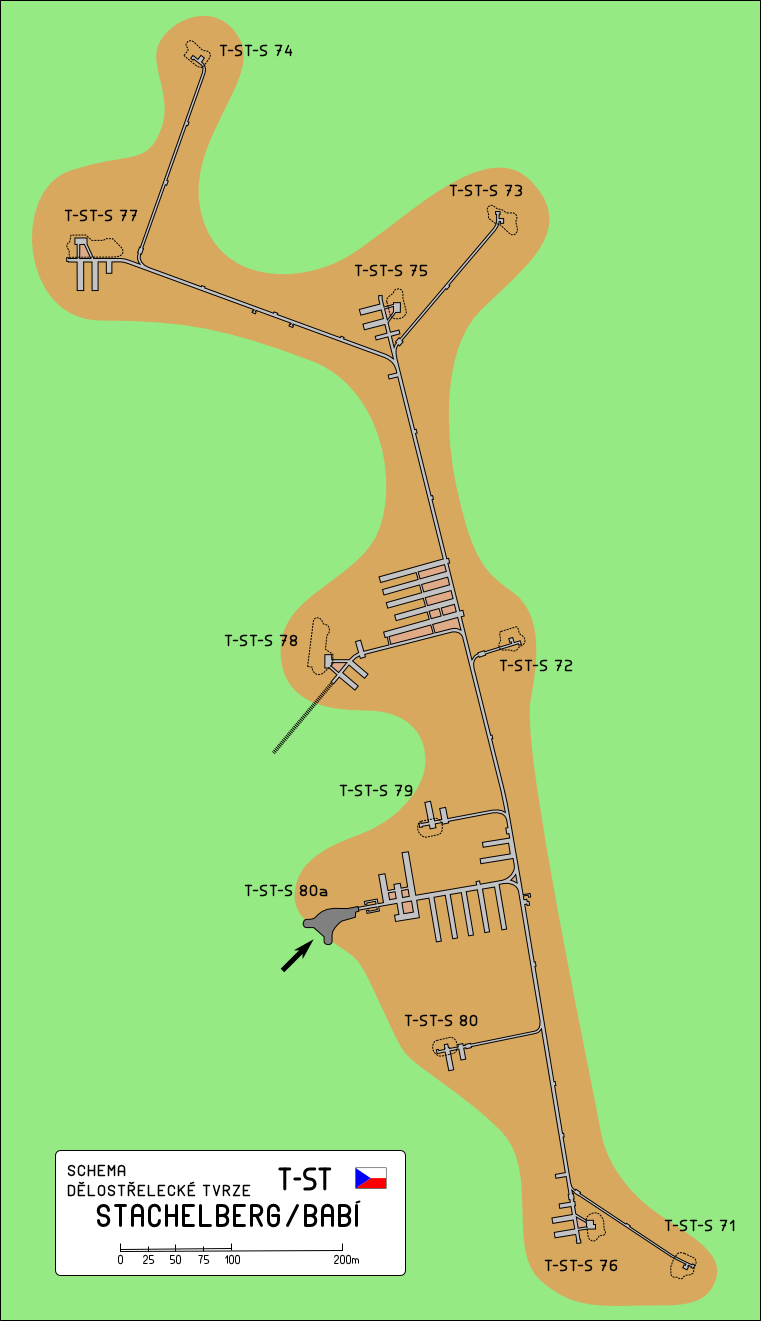
Plan de l'ouvrage de Stachelberg (cs) (Trautenbach pour les Allemands) : dix blocs de combat et une entrée.
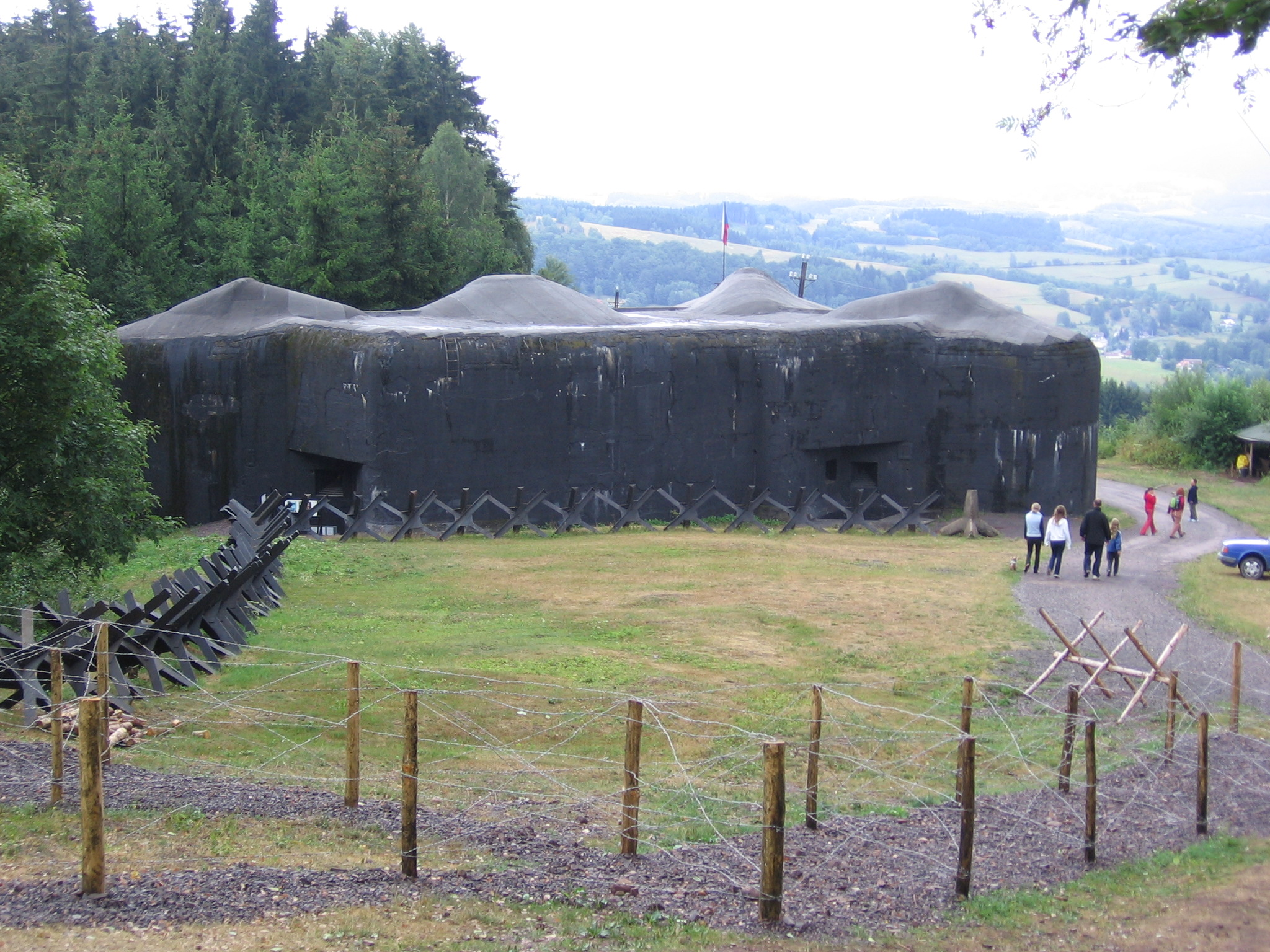
Bloc T-S 73 (cs) de l'ouvrage de Stachelberg, une casemate double d'infanterie pour 3 mitrailleuses, 2 canons antichars de 47 mm et 5 FM.
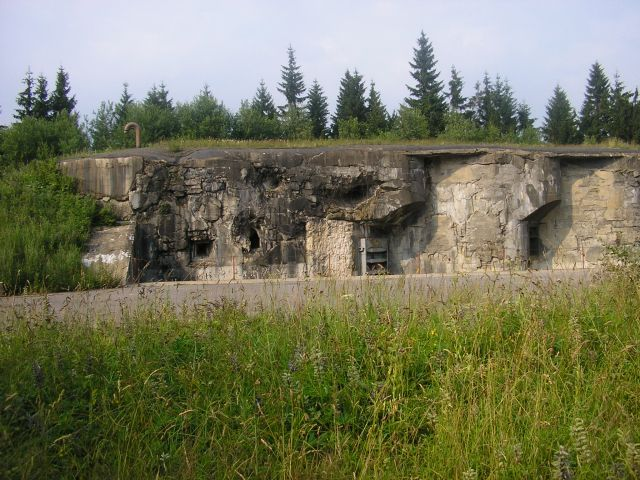
Vue partielle du bloc R-S 79 (cs) de l'ouvrage de Hanicka (cs) (Herrenfeld pour les Allemands), une casemate d'artillerie pour trois obusiers de 100 mm.
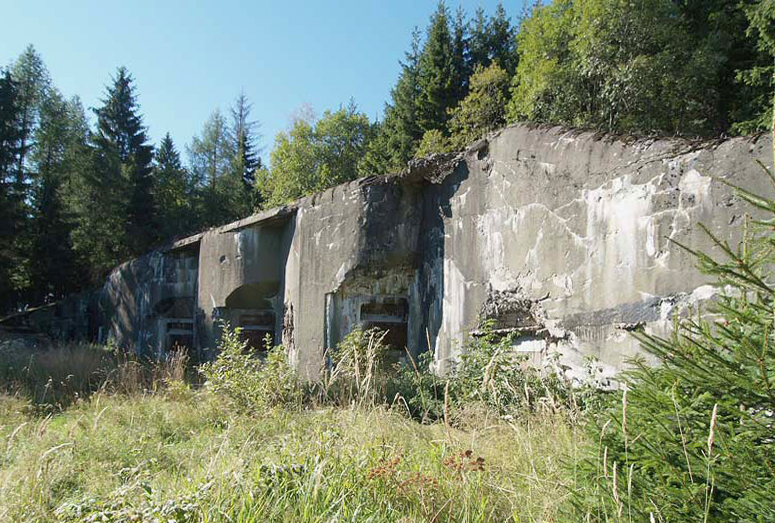
Bloc K-S 43 : les trois créneaux de l'ouvrage de l'Adam (cs) (Adamsberg pour les Allemands), une casemate d'artillerie pour trois obusiers.

##### Moyens à utiliser
Les moyens à disposition des forces armées allemandes pour attaquer les fortifications sont quelques pièces d'artillerie lourde, des canons à tir tendu, des bombes d'avion, des charges creuses et des lance-flammes.

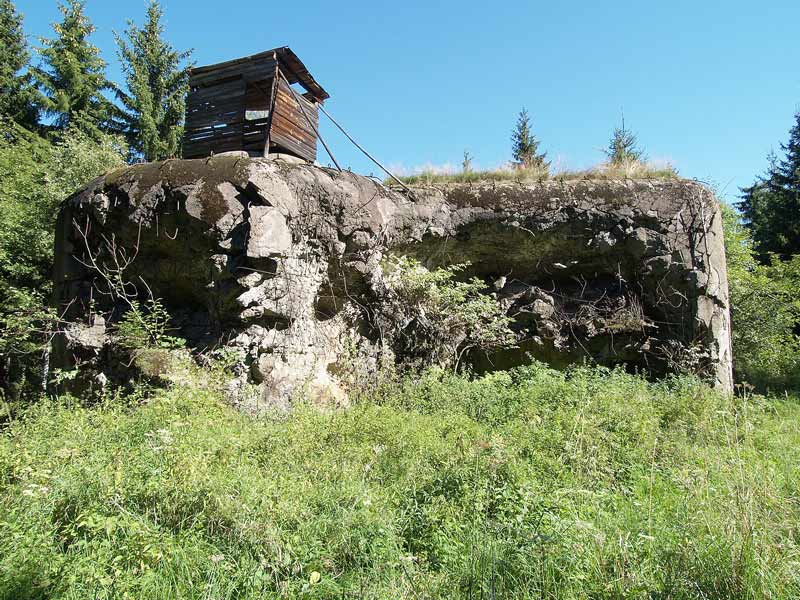
Façade du bloc K-S 39 de l'ouvrage de l'Adam, une casemate d'infanterie dont le béton a été labouré par les tests allemands.

Côté artillerie lourde, en plus de l'artillerie servant à détruire les réseaux barbelés et bouleverser les glacis (tel que les pièces de 105 mm, de 150 mm et de 210 mm), la Wehrmacht aligne en mai et juin 1940 trois types de pièces de gros calibre destinées à frapper verticalement les fortifications, un mortier de 305 mm (de) (fabriqué par Škoda en 1916), un obusier de 355 mm (en) (fabriqué par Rheinmetall en 1939) et un obusier de 420 mm (fabriqué par Škoda en 1917 d'après le modèle de la Grosse Bertha).
Deux modèles de pièces encore plus puissants sont alors en train d'être développés, un mortier de 600 mm (surnommé « Karl ») par l'entreprise Rheinmetall et un canon de 800 mm (surnommés « Gustav » et « Dora ») par Krupp, qui ne seront disponibles qu'à partir de 1941. Ils sont conçus pour être des Maginot-Brecher (« casseur de Maginot »), tirant des obus spéciaux destinés à percer les dalles de béton.
Les canons à tir tendu désignent des canons utilisés pour du tir à l'horizontal et à courte portée (à moins de 1 500 m), pour soit labourer d'obus les murs de béton (et finir par les éventrer après quelques heures de tir), soit frapper les cloches (les rendant intenables ou les perçant), soit tenter le coup d'embrasure (en disloquant le blindage et l'arme).
Les canons utilisés pour du tir tendu contre des fortifications doivent être à forte vitesse initiale (700 à 1 000 m/s), tel que les canons antichars (modèle de 37 mm Pak), les canons antiaériens (modèles de 37 mm Flak (de) et de 88 mm Flak) et des obusiers de campagne (modèle de 150 mm).

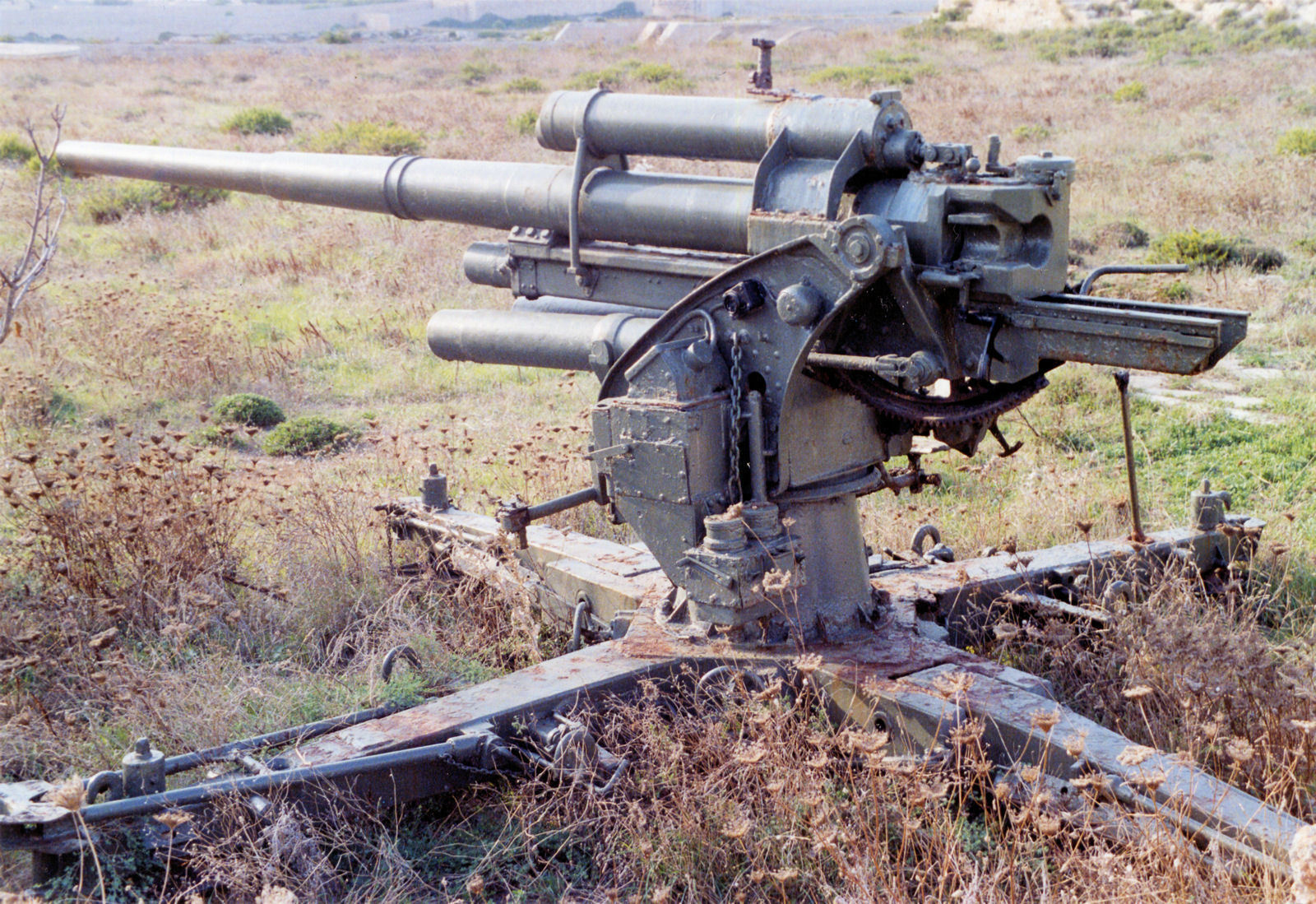
Canon antiaérien de 88 mm en position horizontale.
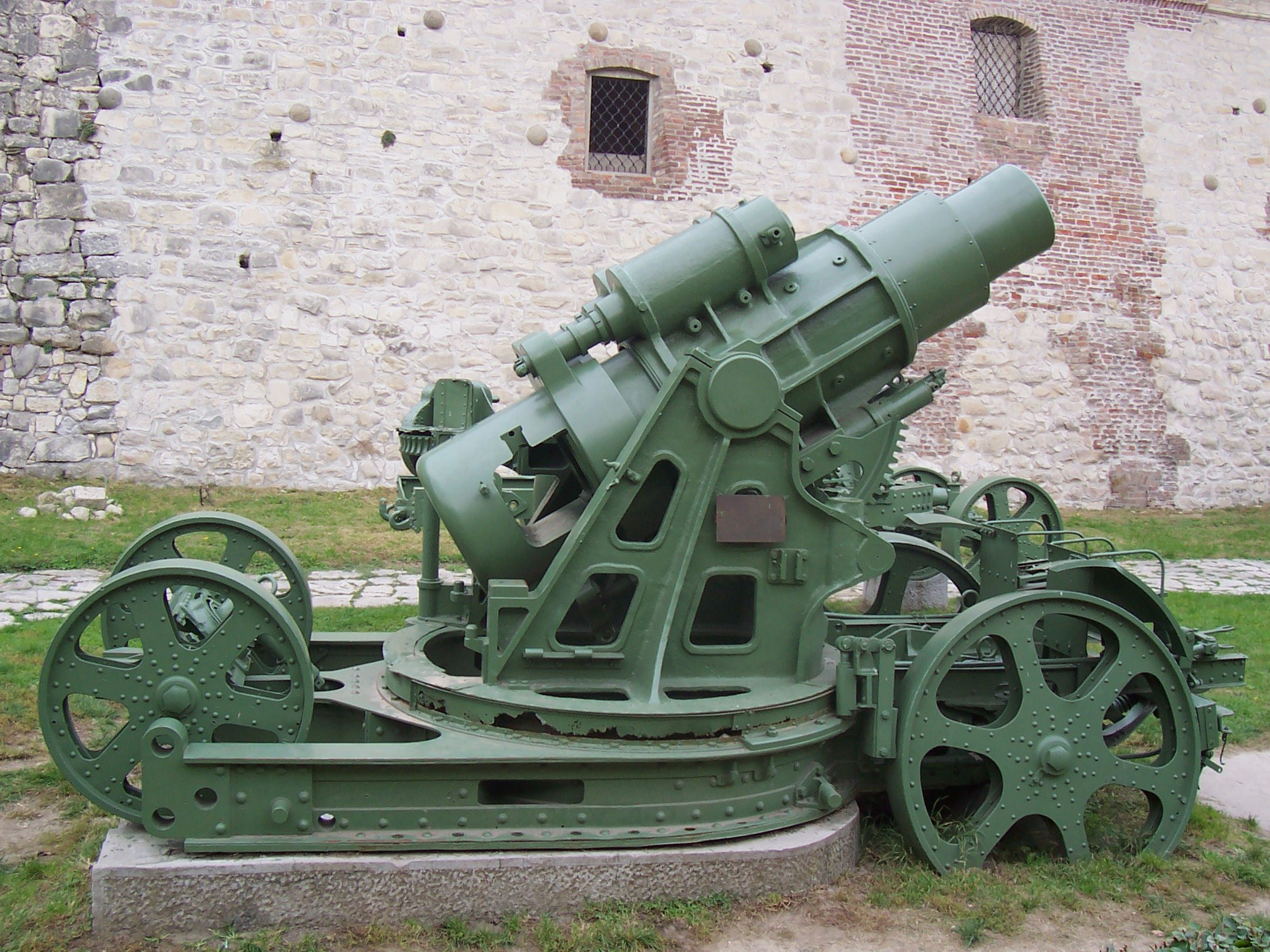
Mortier Skoda de 305 mm (conservé au Musée militaire de Belgrade).
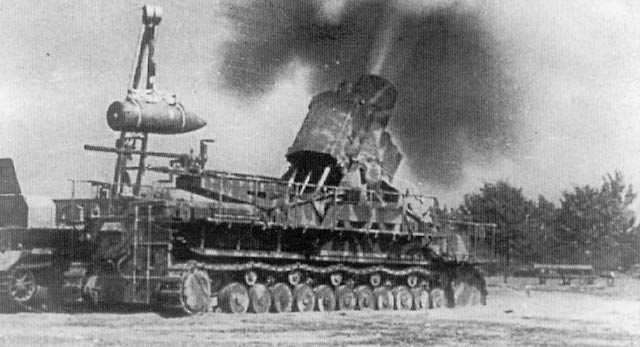
Un mortier de 600 mm Karl tirant sur Varsovie en 1944.
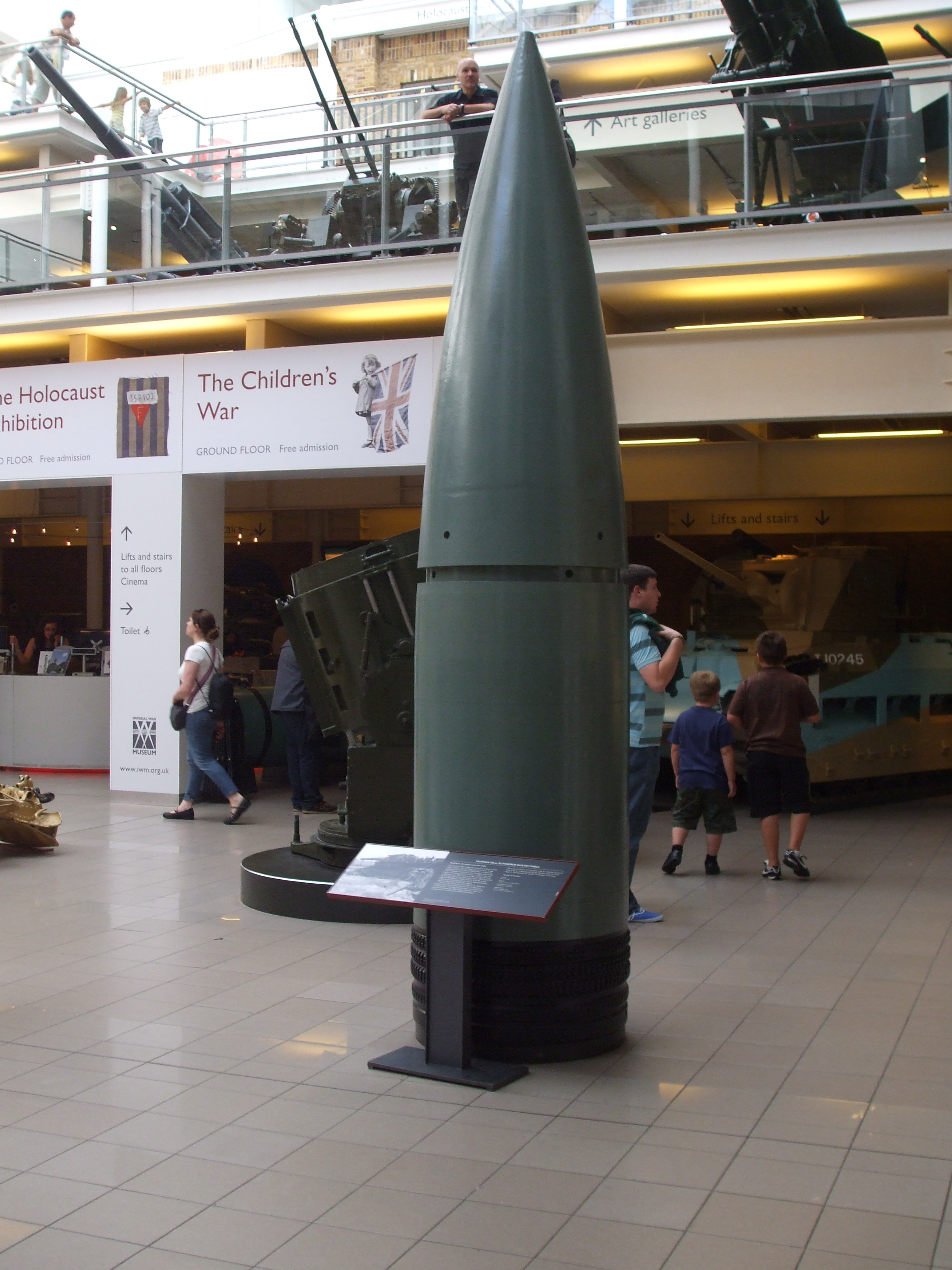
Obus allemand de 800 mm (6,79 m de long, conservé par l'Imperial War Museum de Londres).

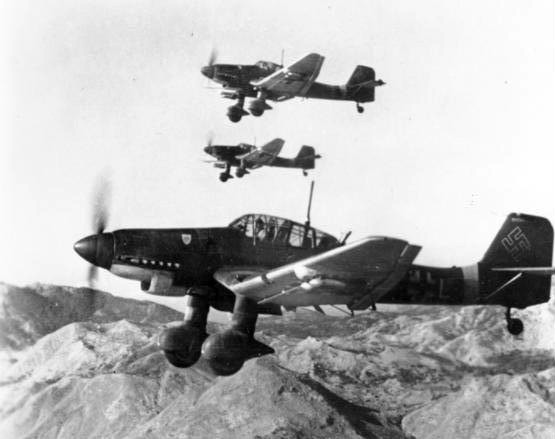
Trois Stukas Junker Ju 87 (ici en Yougoslavie en 1943).

Le bombardement des ouvrages par l'aviation est envisagé, notamment le largage de bombes par les bombardiers en piqué (Sturzkampfflugzeug, Stuka en abrégé), notamment l'appareil Junkers Ju 87. Les bombes embarquées étaient une de 250 kg sous le fuselage et quatre de 50 kg sous les ailes. Ce type de bombardement permet une meilleure précision que l'artillerie lourde et permet de frapper rapidement n'importe quel ouvrage aussi isolé soit-il. Quant aux bombardements plus classiques (à l'horizontal), ils sont assurés par les bombardiers bimoteurs Heinkel He 111 avec des bombes de 1 000 kg.
La principale nouveauté est l'emploi de charges creuses, sous une forme plate (le modèle le plus lourd faisait 50 kg, dont 36 kg d'explosif, capable de percer 250 mm d'acier) qui devaient être posées contre le blindage à perforer. Des pionniers du génie sont spécialement entrainés en 1939-1940 pour assurer cette mission, car il faut monter sur les superstructures pour pouvoir atteindre les cloches et les tourelles. La dernière arme envisagée contre les fortifications françaises est le lance-flammes, qui n'était pas utile contre les murs de béton ou contre les blindages, qui étaient hermétiques, mais contre les bouches d'aération des blocs, dans le but d'encrasser rapidement les filtres à air.

#### Combats de 1940
D'une façon générale, les ouvrages disposant d'un soutien d'artillerie vont tenir lors des combats de 1940 ; la situation idéale pour repousser les assauts étant de demander aux ouvrages voisins de procéder à des tirs de nettoyage. Par contre les ouvrages d'infanterie isolés seront tous neutralisés par les Allemands.

##### Ouvrages du Nord

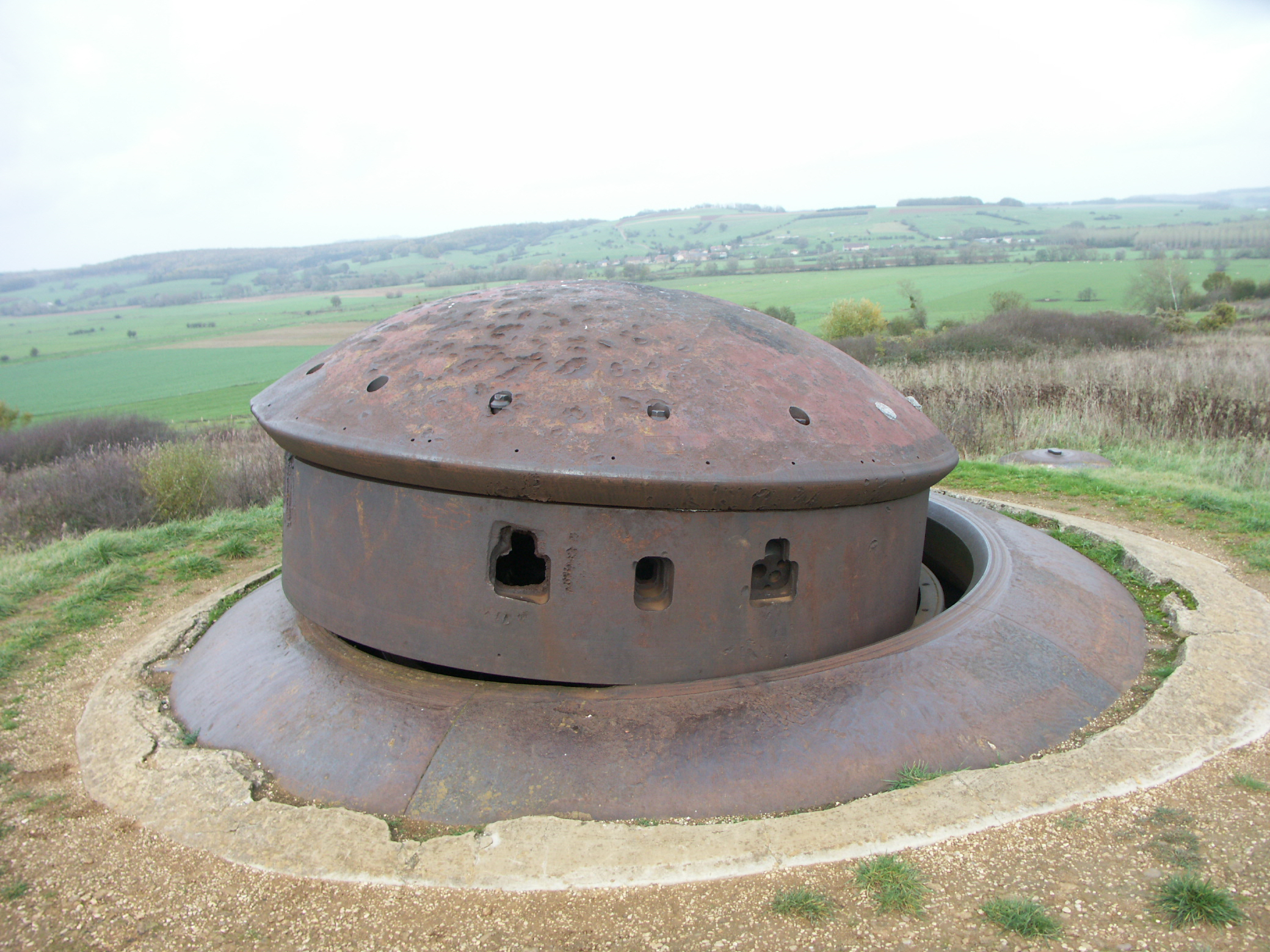
Tourelle pour armes mixtes du bloc 2 de l'ouvrage de La Ferté, projetée hors de son puits par l'explosion d'une charge explosive.

Les opérations se déroulent d'abord dans les secteurs du Nord, où la ligne fortifiée ne comporte que quelques ouvrages d'infanterie. Le premier à subir les attaques allemande est l'ouvrage de La Ferté, à l'extrémité occidentale du secteur de Montmédy. Le 18 mai, il est d'abord pilonné par des obus tirés par l'artillerie de campagne allemande (dont des mortiers de 210 mm), qui n'ont aucun effet sur les deux blocs eux-mêmes, mais bouleversent les glacis, détruisant les réseaux barbelés et creusant de nombreux cratères permettant aux pionniers d'approcher l'ouvrage en restant à couvert. Ces hommes neutralisent toutes les cloches avec des charges creuses, ainsi que la tourelle AM, bloquée en position haute lors du bombardement. À la suite des explosions, l'intérieur de l'ouvrage devient irrespirable, d'où la mort par asphyxie de tout l'équipage.

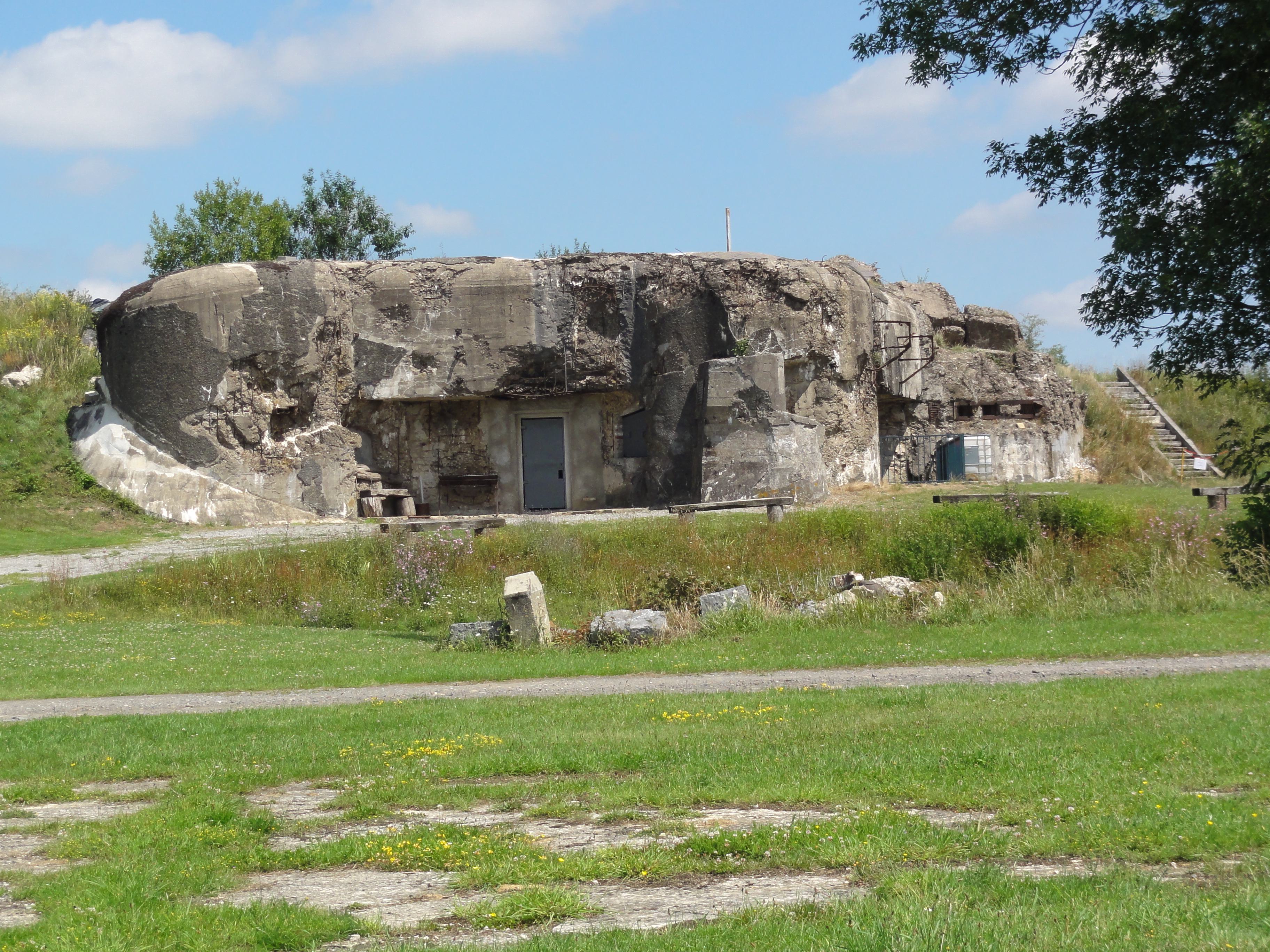
Façade du bloc 2 de l'ouvrage de La Salmagne, près de Maubeuge, dont les créneaux ont été percés par des canons à tir tendu.

Dans le secteur fortifié de Maubeuge, les quatre ouvrages de Boussois, de La Salmagne, de Bersillies et des Sarts sont pris à revers et successivement attaqués les 22 et 23 mai par les canons qui labourent le béton et bouleversent les glacis, puis par les pionniers allemands qui s'en prennent aux cloches de défense et aux organes de ventilation. La défense devenant impossible, les équipages de ces ouvrages se rendent pour éviter la mort par asphyxie. Les mêmes méthodes appliquées du 22 au 26 mai permettent la prise de l'ouvrage d'Eth, l'unique ouvrage du secteur fortifié de l'Escaut.

##### Ouvrages d'Alsace-Lorraine
En juin, les opérations se rapprochent des ouvrages du Nord-Est, qui sont menacés d'encerclement à la suite de l'offensive allemande sur l'Aisne qui commence le 9 juin. Le 10 juin, le 4e groupe d'armées français reçoit de son commandant le général Huntziger l'ordre de décrocher vers le sud, ce qui oblige à abandonner ce qui reste du secteur fortifié de Montmédy. Les unités d'intervalle et les services de ce secteur battent en retraite dans la nuit du 10 au 11, suivis la nuit du 11-12 par l'artillerie et les équipages des casemates et enfin la nuit du 12-13 par les équipages des ouvrages, non sans avoir procédé à des sabotages : au Chesnois l'égout est bouché pour tout noyer, à Velosnes le magasin à munitions et les galeries explosent. À partir du soir du 13 juin, c'est au tour du 2e groupe d'armées du général Prételat de battre en retraite vers le sud, laissant en arrière tous les équipages des casemates et ouvrages à partir du secteur de la Crusnes jusqu'à celui de Mulhouse. Les équipages devaient théoriquement suivre à pied le gros des troupes, à partir de la nuit du 14 au 15 pour ceux des casemates d'intervalle puis les nuits du 16 et du 17 pour ceux des ouvrages, mais l'arrivée des Allemands sur les arrières interdit le repli. À Bousse, l'équipage évacue le 16 après avoir saboté l'ouvrage, mais tous les autres équipages restent à leurs postes, rapidement encerclés.
Le 17 juin, l'ouvrage de Fermont (SF de la Crusnes) a son bloc 4 (une casemate d'artillerie) percé par les tirs de deux canons de 88 mm. Le 19, c'est l'ouvrage d'Aumetz qui est pilonné sans résultat par une pièce de 37 mm (repoussée par les tirs de Bréhain). Le 21 juin, le Fermont et la Ferme-Chappy sont bombardés par l'artillerie et les Stukas, mais les antichars et les sections d'assaut allemands sont repoussés par les tirs de Latiremont. Dans le secteur de Thionville, il y a quelques tentatives d'infiltration, repoussées par l'artillerie des ouvrages qui tire sans compter les munitions. Dans le secteur de Boulay, une attaque allemande échoue le 22 juin contre le Michelsberg, qui est couvert par le Mont-des-Welches et le Hackenberg (le tir des 75 du bloc 5 se font à la cadence de 30 coups par minute).
Dans le secteur fortifié de Faulquemont, le Kerfent et le Bambesch se rendent les 20 et 21 juin, martelés par les 88 mm. L'Einseling et le Teting sont couverts par les mortiers de 81 de Laudrefang (qui tirent au total 5 000 obus et un demi-million de cartouches de 7,5 mm), faisant échouer les attaques du 21 juin. Dans les secteurs de la Sarre et de Rohrbach, ce sont les ouvrages isolés du Haut-Poirier et du Welschhof qui se rendent les 21 et 24 juin face aux tirs de 150 mm qui labourent les façades (le créneau JM/AC47 du bloc 1 du Welshhof est détruit après avoir reçu 111 obus), tandis que l'ouvrage de Rohrbach résiste le 22 grâce aux tirs du Simserhof (consommation totale de 13 500 mm pour protéger son voisin).

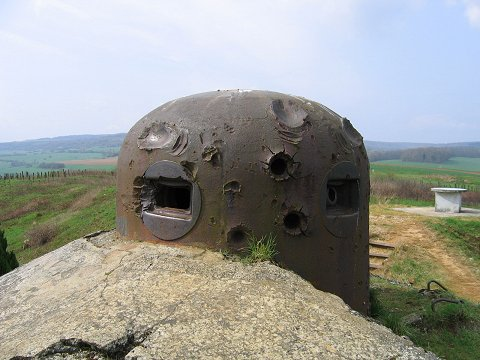
Cloche GFM de l'ouvrage de La Ferté, portant les marques des obus percutants allemands.
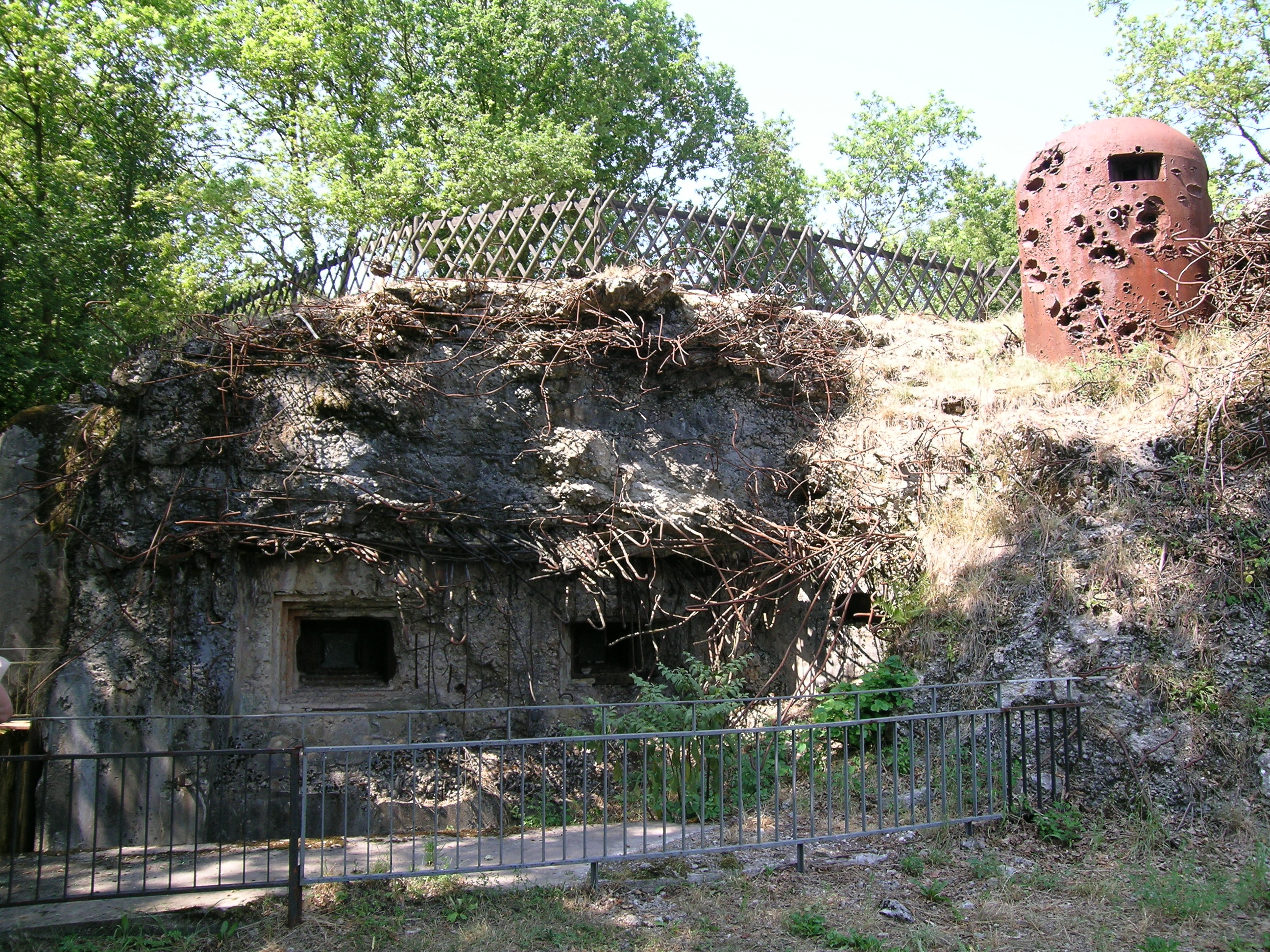
Façade du bloc 2 de l'ouvrage du Bambesch, dont le béton a été labouré par les obus.
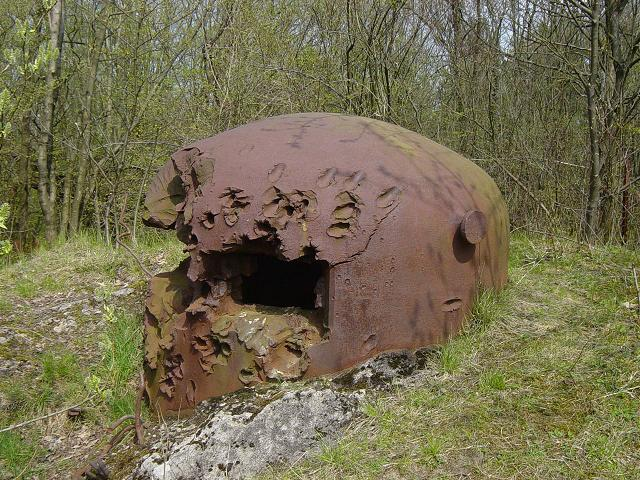
Cloche GFM du bloc 2 de l'ouvrage du Kerfent, dont les créneaux sont enfoncés et la cuirasse percée.

Dans le secteur des Vosges, le Four-à-Chaux reçoit le 19 juin des bombes larguées par les Stukas. Dans le secteur de Haguenau, une solution de défense contre aéronefs a été bricolée, en faisant tirer les tourelles de 75 du Hochwald (B7 bis) et de Schœnenbourg (B3 et B4) à 35° (pointage maximum) pour faire avec chaque canon des rafales de 18 coups fusants explosant en une minute sur une centaine de mètres d'altitude. Le Schœnenbourg reçoit les 21, 22 et 23 juin quarante coups de 420 mm, dont trois touchent des blocs (les blocs 3, 5 et 6),. Les ouvrages du Hochwald et de Schœnenbourg font un large usage de leur munitions (19 550 obus tirés par le premier, 16 474 par le second), ce qui entame partiellement leurs stocks (il reste 70 815 obus au Hochwald quand il se rend).

##### Ouvrages des Alpes
Les ouvrages du Sud-Est ont été largement épargnés par les combats, les troupes italiennes n'abordant nulle part directement la ligne principale de résistance, étant arrêtées par la ligne des avant-postes. Seule l'artillerie toucha les ouvrages, notamment celui de Cap-Martin (le bloc 2 compte plusieurs impacts dans son béton) et celui du Monte-Grosso (dont le bloc 5 reçoit un obus sur sa tourelle, qui ne fait qu'écailler la peinture).

#### Occupation allemande

##### Réemploi pendant l'Occupation

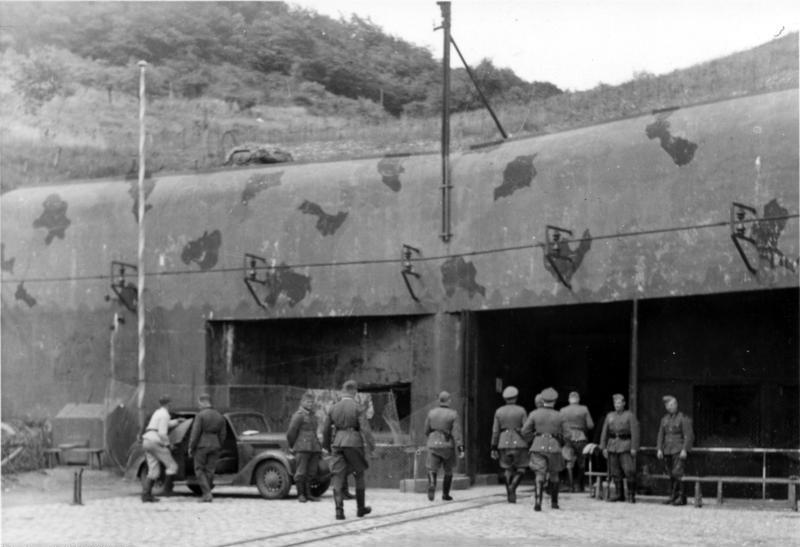
Visite de l'ouvrage du Hackenberg par le Generalleutnant Kurt Daluege (ici à l'entrée des munitions).

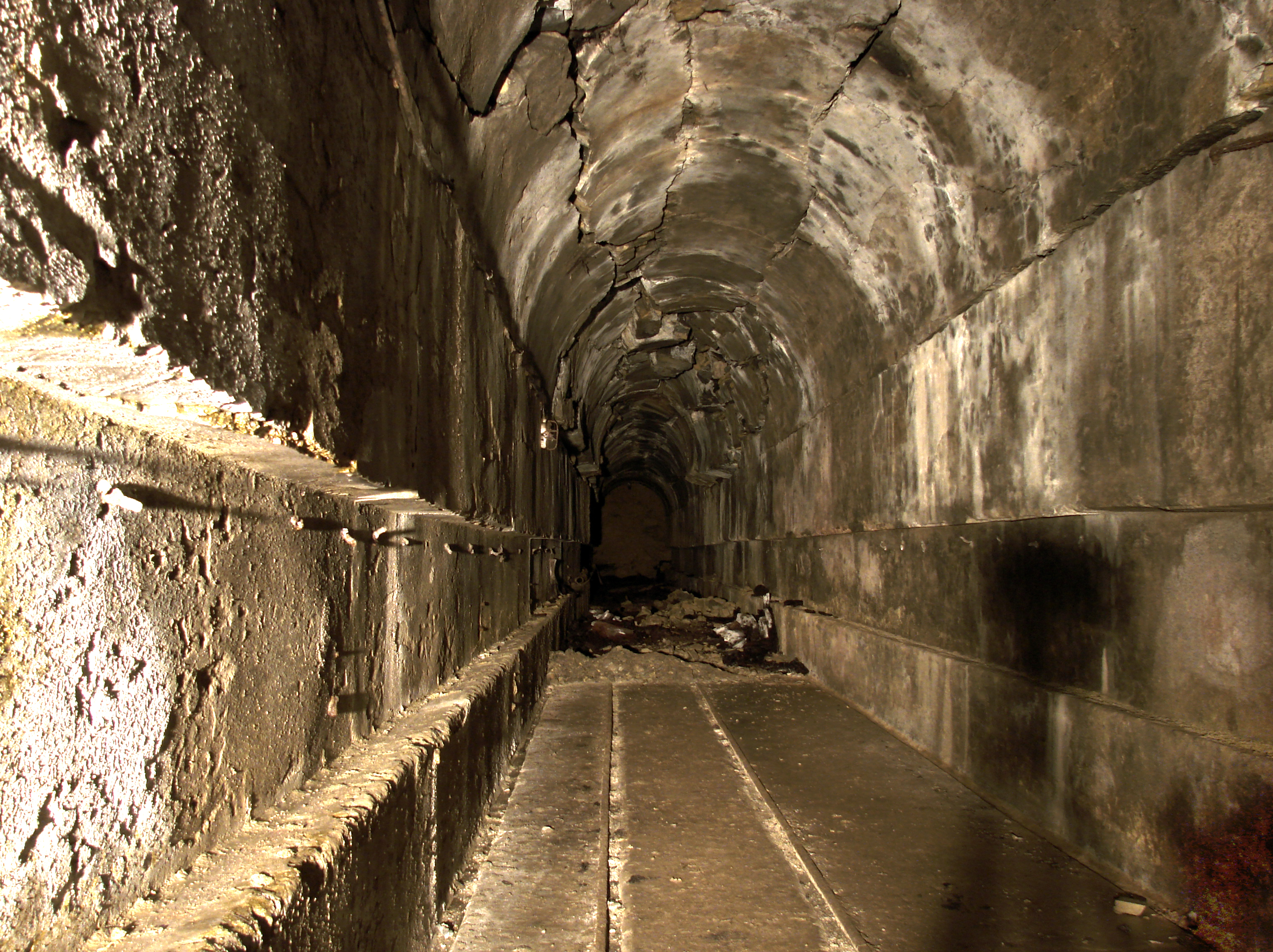
Le bloc 1 de l'ouvrage du Four-à-Chaux, témoin des expérimentations allemandes : du gaz explosif fut testé à l'intérieur du bloc.

À la suite de l'armistice, les ouvrages du nord-est sont occupés par l'armée allemande, qui maintient sur place des petites équipes de prisonniers de guerre pour assurer le déminage, l'entretien et expliquer le fonctionnement des équipements. Début 1941, les services de propagande allemands organisent quelques reconstitutions filmées des combats de 1940 : bombardements lourds, tirs dans les embrasures et assaut au lance-flammes.
À partir de l'été 1941, commencent les opérations de récupération d'une partie de l'armement et de l'équipement, pour équiper les fortifications allemandes (entre autres le mur de l'Atlantique) ou être stocké. Sont enlevés :
- la totalité de l'armement d'infanterie (fusils-mitrailleurs, jumelages de mitrailleuses, armes mixtes et canons antichars de 47, 37 et 25 mm) ;
- deux tourelles pour canons de 75 mm, une tourelle de mitrailleuses, huit tourelles pour deux armes mixtes et six tourelles pour une arme mixte et un mortier[N 18] ;
- seize cloches pour arme mixte, vingt-sept cloches GFM et deux cloches lance-grenade ;
- la majorité des tourelles démontables se trouvant dans les intervalles ;
- la majorité des stocks de munitions (les projectiles de 75 mm et de 81 mm étant utilisables pour les pièces allemandes et roumaines, ceux de 135 mm servant d'explosifs ou de mines) ;
- la majorité des groupes électrogènes (plusieurs vont se retrouver dans les bases de sous-marins) ;
- les instruments d'optique (pointage et observation), le matériel de transmission, les câbles et appareils électriques ;
- tous les réseaux de rails (sauf autour de certains ouvrages).

À partir de 1944, à la suite des bombardements anglo-saxons sur l'Allemagne et la France, quelques ouvrages sont réutilisés, trois sont transformés pour servir en cas de besoin de PC souterrain pour des états-majors (Rochonvillers, Molvange et Soetrich), deux autres comme dépôts (pour la Reichspost au Mont-des-Welsches, pour la Kriegsmarine au Simserhof) et cinq autres comme usines d'armement (Métrich, Hackenberg, Michelsberg, Anzeling et Hochwald). Ces usines étaient installées dans le magasin à munitions des ouvrages et employaient des prisonniers ou des déportés soviétiques.

##### Combats de 1944-1945

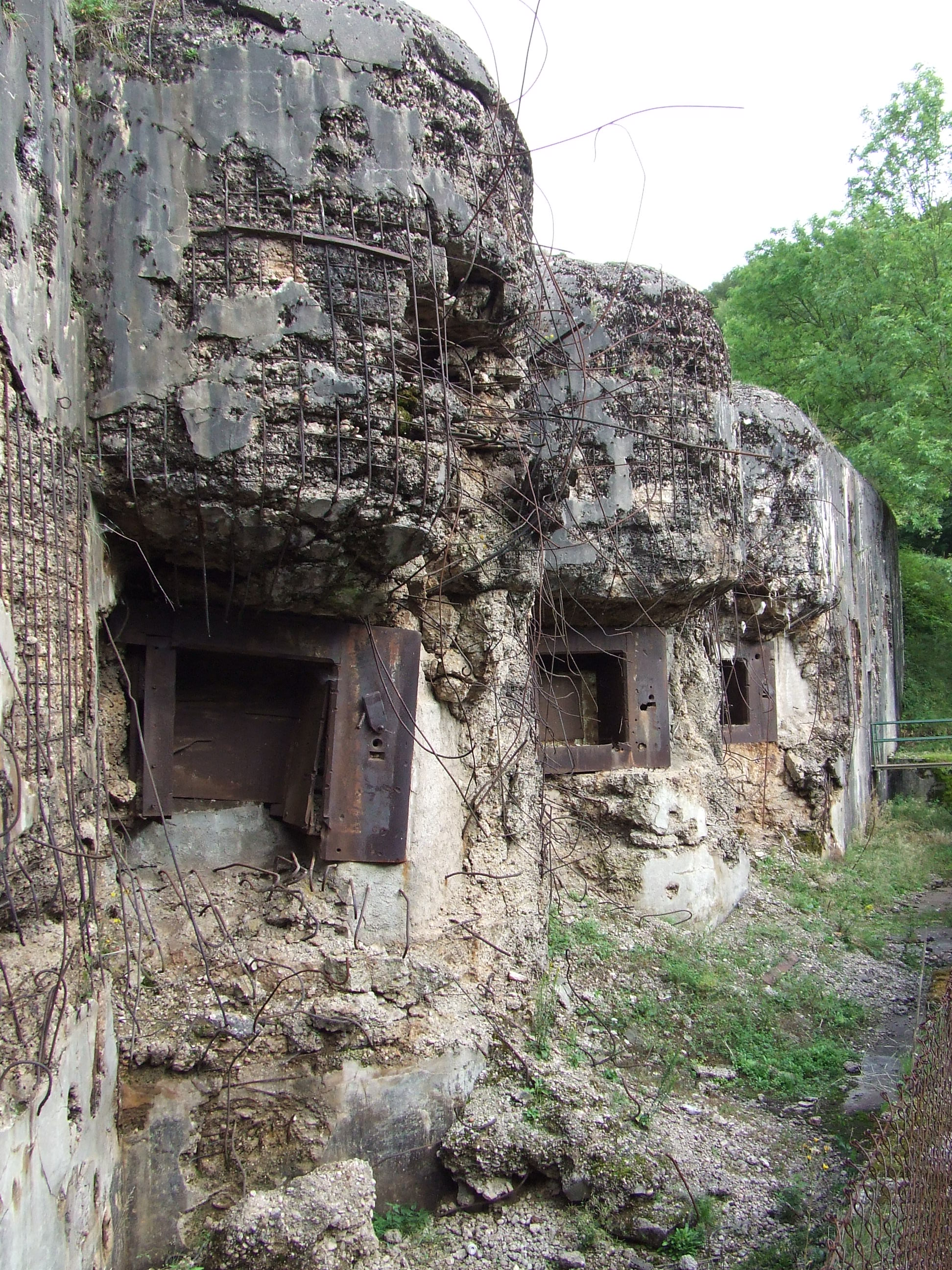
Façade du bloc 8 de l'ouvrage du Hackenberg, dont le béton a été martelé par les obus américains.

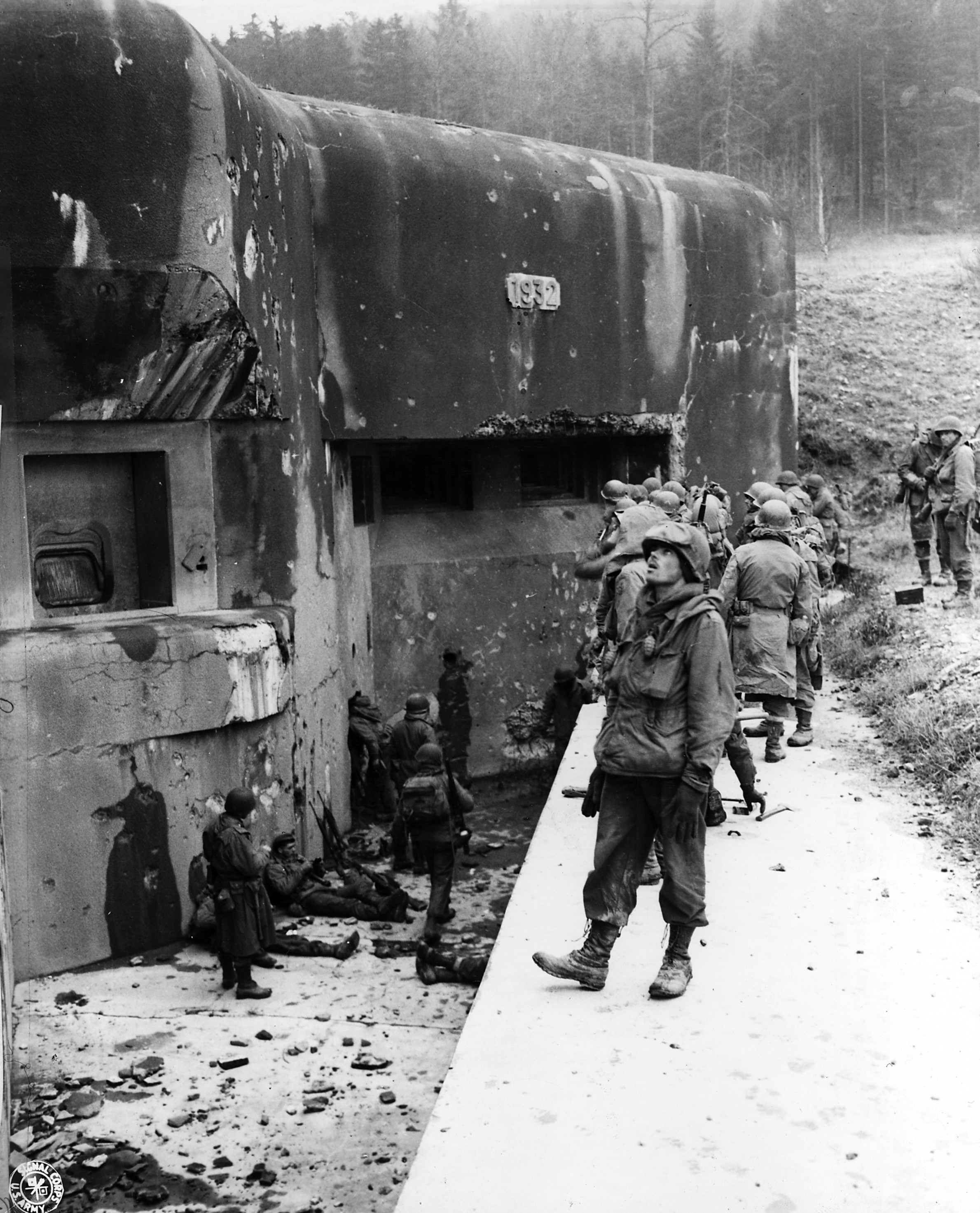
Troupes américaines inspectant les fortifications en 1944 (bloc 11 de l'ouvrage du Hochwald).

À la suite de la défaite allemande en août 1944 lors de la bataille de Normandie, le haut-commandement allemand ordonne de remettre en état les fortifications le long des frontières occidentales du Reich, soit non seulement la ligne Siegfried, mais aussi celles se trouvant en Alsace-Moselle (territoires annexés en juillet 1940) : les vieux Festen autour de Metz et de Thionville (formant « l'arsenal de Metz-Thionville ») et des éléments de la ligne Maginot.
Les forces américaines arrivent en Lorraine au début de septembre 1944 : il s'agit des éléments de la 3e armée du général Patton, qui sont bloqués devant Metz jusqu'au début de novembre. Certains éléments de la ligne sont alors utilisés par les Allemands pour retarder l'avance américaine, les autres sont sabotés.
Le 15 novembre 1944, les Américains de la 90th ID sont repoussés par les tirs du bloc 8 de l'ouvrage du Hackenberg (trois canons de 75 mm en casemate servis par des éléments de la 19. VGD) : le bloc est neutralisé le 16 par un canon-automoteur de 155 mm qui perce la façade, avant que l'ouvrage ne soit occupé le 19. Le 25, les casemates et ouvrages du secteur fortifié de Faulquemont défendus par quelques éléments de la 36. VGD allemande sont pris par la 80th ID américaine après un pilonnage au canon de 90 mm antichar (notamment contre le bloc 3 de l'ouvrage du Bambesch).
Au nord de l'Alsace, c'est la 7e armée américaine du général Patch qui doit percer ; son XV Corps doit passer par la région de Bitche, où la défense est beaucoup plus sérieuse. La 44th ID s'occupe de l'ouvrage du Simserhof du 13 au 19 décembre 1944 et la 100th ID de l'ouvrage du Schiesseck du 17 au 21 : après d'importants bombardements à coup d'obus et de bombes, puis des tirs dans les embrasures par des Tanks Destroyers (bloc 5 du Simserhof), il faut recouvrir de terre les cuirassements avec des chars-bulldozers (des M4 Dozer-Tank (en)) et lancer des assauts d'infanterie sur les dessus pour que les garnisons allemandes (éléments de la 25.PGD) évacuent. Les Américains rendent immédiatement inutilisables les différents blocs.
Toutes les opérations offensives sont suspendues à la suite des contre-offensives allemandes dans les Ardennes et dans le nord de l'Alsace, les forces américaines sont même évacuées d'Alsace. Lors de cette nouvelle occupation de janvier à mars 1945, les Allemands vont saboter systématiquement les casemates et les ouvrages qui sont encore en état (Hochwald et Schœnenbourg). La région de Bitche est reprise une seconde fois par les Américains de la 100th ID les 15 et 16 mars 1945.

#### Après 1945

##### Guerre froide

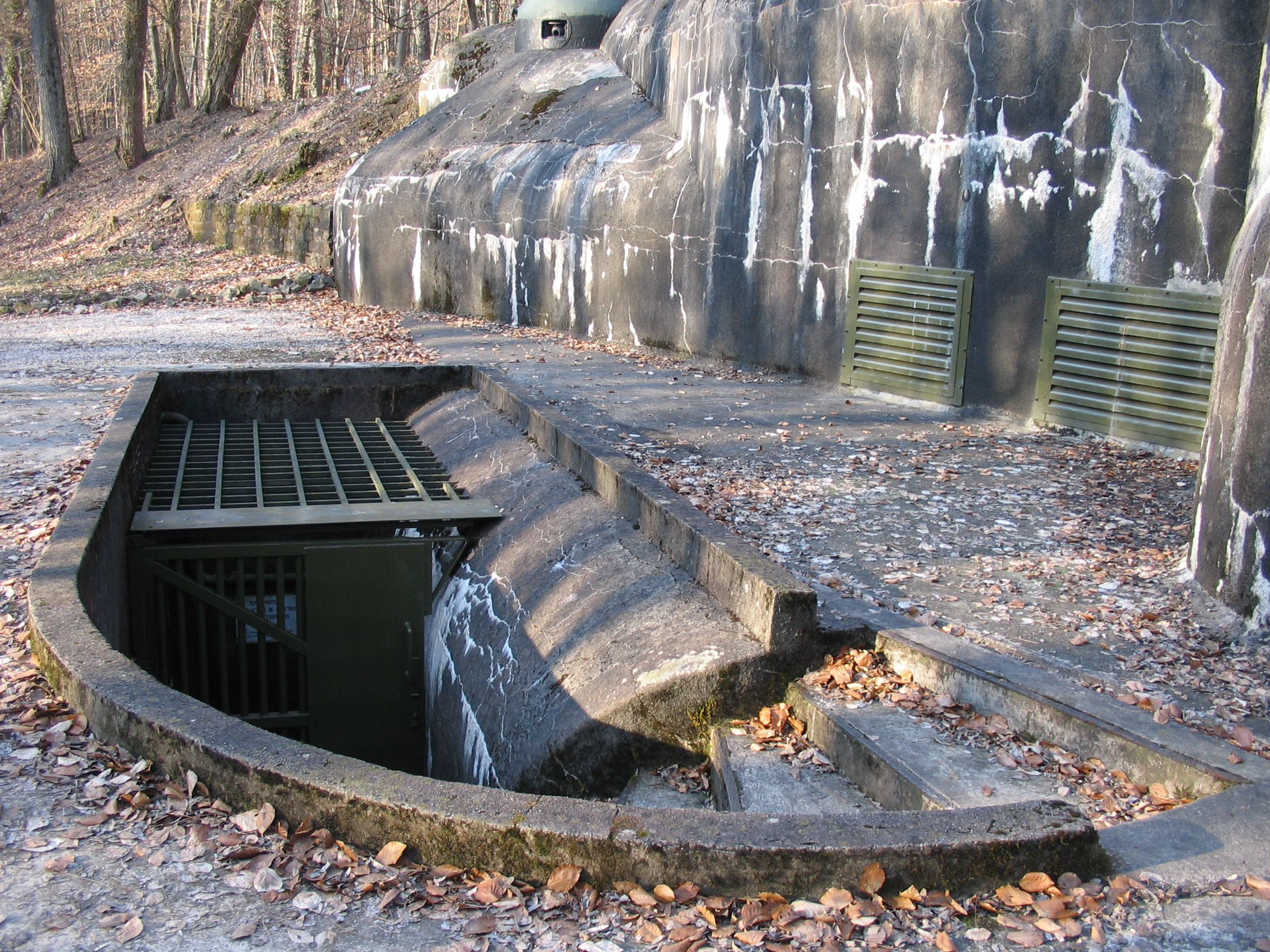
Entrée des hommes de l'ouvrage de Schœnenbourg modifiée après 1950.

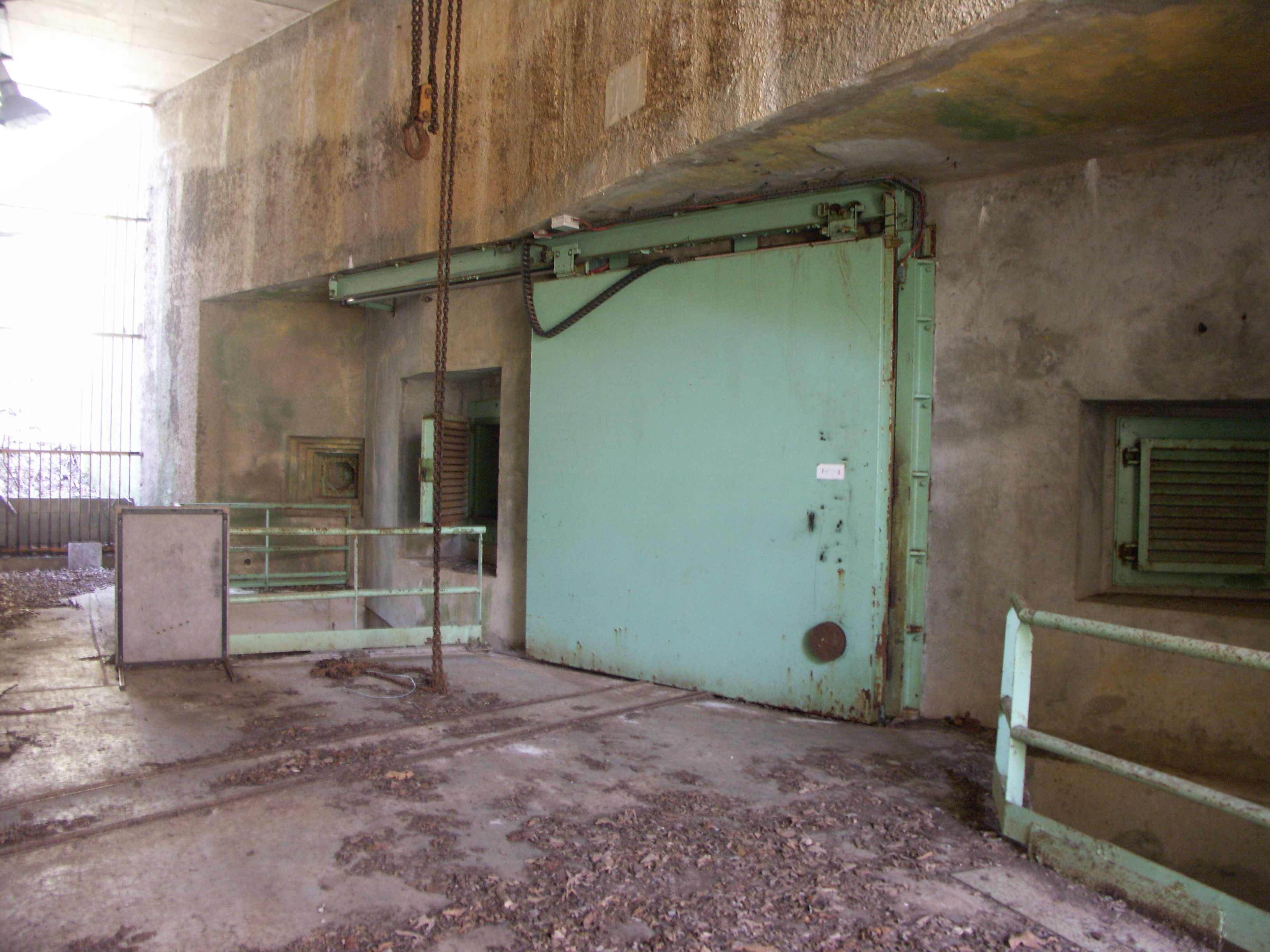
Porte anti-atomique de l'entrée des munitions de l'ouvrage de Rochonvillers, transformé en 1980-1981 en PC souterrain.

Après la guerre, l'Armée française réinvestit la ligne, qui n'est plus opérationnelle en raison d'une part des dégâts subis lors des combats de 1940 et 1944, d'autre part des démontages (au profit du mur de l'Atlantique) et des essais. Dès mars 1946, après inventaire, le Génie entreprend pour certains cas une remise en état partielle (à partir des pièces de rechange), pour les autres, des mesures de conservation (nettoyage et fermeture) sont prises.
À partir de 1949, le début de la Guerre froide et la création de l’OTAN face à la menace soviétique motivent l'accélération de la remise en état de la ligne Maginot (priorité aux groupes électrogènes et aux tourelles d'artillerie). En 1950 est créé un organisme chargé des fortifications : le « Comité technique des fortifications » (CTF). En plus de la remise en état, le comité doit moderniser la ligne, notamment par des projets de protection contre le souffle des explosions nucléaires, de développement de matériels nouveaux (missiles antichars ; remplacement des canons de 75 mm par des 105 mm), d'arasement des cloches, de meilleurs réseaux de transmission, d'installation de champs de mines, de prise d'air à travers la rocaille, etc.). Dans le cadre théorique du dispositif arrière des forces de l'OTAN, sont prévus par les Français trois « môles fortifiés » remis en état en priorité entre 1951 et 1953 : môle de Rochonvillers (Rochonvillers, Bréhain, Molvange et Immerhof), de Bitche (Simserhof, Schiesseck, Otterbiel et Grand-Hohékirkel) et d'Haguenau (Four-à-Chaux, Lembach, Hochwald et Schœnenbourg). Trois autres môles sont prévus en priorité secondaire : môle de Crusnes (Fermont et Latiremont), de Thionville (du Soetrich au Billig) et de Boulay (du Hackenberg au Dentig). Les travaux ne se limitent pas à ces môles, les ouvrages du Sud-Est (Alpes) sont remis en état, la zone d'inondation du secteur de la Sarre est réparée (étangs-réservoirs et digues), de nombreux blocs d'ouvrages ayant été matraqués par des obus sont rebétonnés. Comme une partie de l'armement manque, la production des différents modèles est relancée en 1952.
Deux ouvrages sont cédés à l'Armée de l'air pour en faire des bases radars : en 1954 le Mont-Agel (devient en 1960 la base aérienne 943 de Roquebrune-Cap-Martin) et en 1956 le Hochwald (devient en 1960 la base aérienne 901 de Drachenbronn).
En 1960, tous les travaux sont arrêtés, les projets sont annulés, avant que les ouvrages ne soient progressivement déclassés à partir de 1964, car « n'ayant aucun rôle à jouer dans les plans de l'OTAN » : le contexte est à la détente, les missiles à tête nucléaire (explosion de la première arme nucléaire française en février 1960) servant de dissuasion rendent obsolètes les fortifications linéaires.
L’armée abandonne les ouvrages (sauf le Hochwald, le Rochonvillers, le Molvange et le Soetrich), en y faisant d'abord que du gardiennage, avant de commencer à vendre les terrains (première vente de casemates en 1970, de l'ouvrage d'Aumetz en 1972, du Mauvais-Bois en 1973, etc.). La majorité des casemates et les blocs ont leurs cuirassements démantelés et envoyés à la ferraille, ils sont généralement vandalisés et pillés (notamment les câbles en cuivre), d'où le remblayage de certaines entrées.
Dans le cas de l'ouvrage de Rochonvillers, les installations souterraines sont utilisées par l'OTAN de 1952 à 1967 (PC du CENTAG : Central Army Group), avant de connaitre en 1980 des travaux visant à le transformer en PC souterrain pour la 1re armée française : protection NBC pour les entrées, usine et caserne modernisées, le magasin à munitions transformé en centre opérationnel et des antennes placées sur les dessus. En mai 1997, le PC est démantelé.

##### Post guerre froide
Si quelques ouvrages sont encore propriétés de l'Armée, la majorité a été rachetée par des communes ou est propriété privée.
Aujourd'hui, plusieurs associations ont pris en charge certains ouvrages, les ont restaurés et ont ainsi ouvert au public un pan de l’histoire française aujourd'hui encore largement méconnu. Certains ouvrages sont ouverts presque tous les jours, d'autres seulement certains jours. Les principaux sites ouverts au public sont :
- l'ouvrage de La Ferté, à La Ferté-sur-Chiers (Ardennes) ;
- l'ouvrage du Michelsberg, à Dalstein (Moselle) ;
- l'ouvrage de Fermont, à Montigny-sur-Chiers (Meurthe-et-Moselle) ;
- l'ouvrage de l'Immerhof, à Hettange-Grande (Moselle) ;
- l'ouvrage du Galgenberg, à Cattenom (Moselle) ;
- l'ouvrage du Hackenberg, à Veckring (Moselle) ;
- l'ouvrage du Bambesch, à Bambiderstroff (Moselle) ;
- l'ouvrage du Simserhof, à Siersthal (Moselle) ;
- l'ouvrage de Rohrbach (alias fort Casso), à Rohrbach-lès-Bitche (Moselle) ;
- l'ouvrage du Four-à-Chaux, à Lembach (Bas-Rhin) ;
- l'ouvrage de Schœnenbourg, à Ingolsheim (Bas-Rhin) ;
- l'ouvrage de Saint-Gobain, à Modane (Savoie) ;
- l'ouvrage du Gondran E, à Montgenèvre (Hautes-Alpes) ;
- l'ouvrage des Aittes, à Cervières (Hautes-Alpes) ;
- les ouvrages de Saint-Ours Haut, Saint-Ours Bas et de Roche-la-Croix, à Val d'Oronaye (Alpes-de-Haute-Provence) ;
- l'ouvrage de Sainte-Agnès, à Sainte-Agnès (Alpes-Maritimes) ;
- l'ouvrage de Cap-Martin à Roquebrune-Cap-Martin (Alpes-Maritimes).